# Urt
Vous lisez un « bon article » labellisé en 2010.
Urt (prononcé [yʁt]; en basque : Ahurti) est une commune française, située dans le département des Pyrénées-Atlantiques en région Nouvelle-Aquitaine. Le village est proche de la frontière floue du Pays basque et de la Gascogne.
Le gentilé est Urtois (ou Ahurtiar en basque).
Fondé au XIe ou XIIe siècle par des pêcheurs, le village devient rapidement une cité prospère grâce à sa situation favorable sur l'Adour permettant d'établir un port fluvial actif, des chantiers navals, des marchés. Urt est fief des Gramont jusqu'à la Révolution française, où la paroisse devient commune. Elle vit une nouvelle période de prospérité au XIXe siècle, et profite des progrès techniques. Puis elle décline au XXe siècle et subsiste grâce à son activité agricole ; l'explosion démographique et immobilière de la côte basque lui permet un fort accroissement de sa population à la fin du XXe et au début du XXIe siècle.

## Géographie

### Localisation
Urt est situé au bord de l'Adour à 15 km à l'est de Bayonne.
La commune fait partie de la province basque du Labourd et est limitrophe du département des Landes.

### Communes limitrophes
La commune d'Urt, en forme de triangle avec un angle très aigu au sud, est limitrophe de sept communes, dont deux landaises :
- au nord, la commune est limitrophe des communes landaises de Saint-Barthélemy et Saint-Laurent-de-Gosse. L'extrémité nord-ouest d'Urt est également très proche (50 m) du territoire de Saint-Martin-de-Seignanx ;
- à l'est, Urt est limitrophe de Guiche et Bardos ;
- au sud, Urt est limitrophe d'Hasparren ; c'est une langue de terre de cette commune qui sépare Urt de la commune pourtant proche de La Bastide-Clairence, Hasparren ayant voulu un accès à la Joyeuse (ou Aran), très fréquentée aux XVIIIe et XIXe siècles[Urt 1] ;
- à l'ouest, enfin, Urt est limitrophe de Briscous et Urcuit.

| Saint-Barthélemy (Landes) | Saint-Laurent-de-Gosse (Landes) | Guiche |
| Urcuit                    | Urt                             | Bardos |
| Briscous                  | Hasparren                       |        |

### Géologie et relief

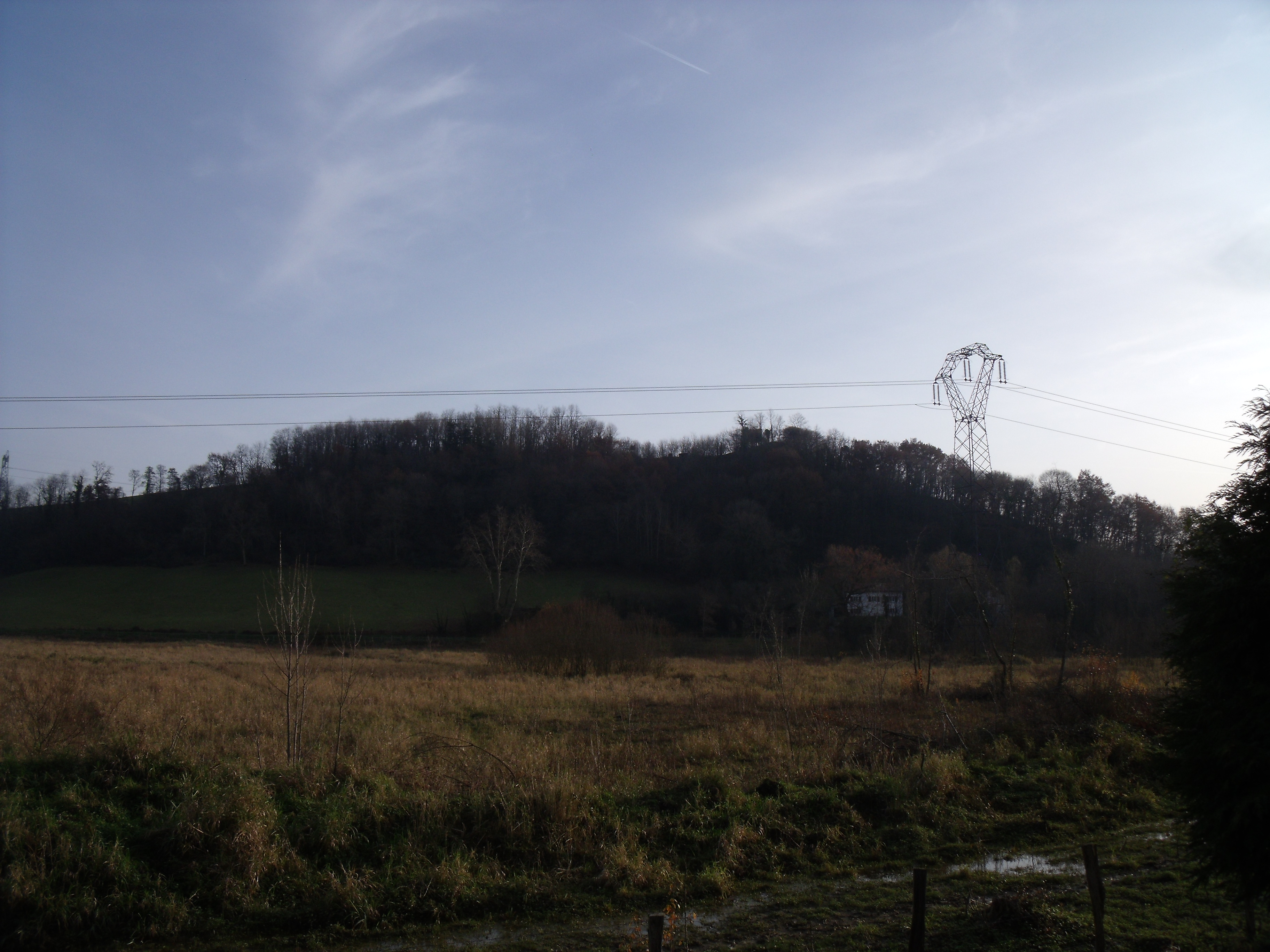
Le tuc de Biscarrague, en partie situé sur la commune.

Urt se situe à la limite septentrionale du piémont pyrénéen, au sud du bassin aquitain. Les reliefs urtois sont composés de coteaux, collines de basse altitude au-dessus du fleuve Adour et séparant les vallées de ses affluents ; ils se sont formés au Mésozoïque et Cénozoïque.
Le centre de la commune est situé sur une colline surplombant l'Adour, l'altitude de la mairie étant de 40 mètres. Les altitudes sont majoritairement moindres au nord de la commune qu'au sud, car le territoire est limité au nord par l'Adour. Les rivières Aran et Ardanavy, affluentes de l'Adour, forment également des vallées qui séparent Urt de Guiche à l'est et d'Urcuit à l'ouest.
L'altitude maximale est de 111 mètres, sur la colline dite de La Côte, au sud de la commune.

### Hydrographie
La commune est traversée, au nord, par l'Adour, sur laquelle se formèrent de nombreuses îles, la plus importante étant celle de Bérens (ou Bérenx).
Les terres de la commune sont également arrosées à l'ouest par son affluent, l'Aran (ou Joyeuse), limite sur une dizaine de kilomètres des communes d'Urt et Bardos. L'Aran entraînait les moulins de « La Ferrerie-de-Haut» (côté Bardos), de « La Ferrerie-de-Bas» (côté Urt) et le « Moulin Neuf » (côté Bardos). Des rivières ou ruisseaux tributaires de l'Aran traversent également Urt : Marmareko erreka, le ruisseau de Lartasso (ou de Chantus), Eyhéracharko erreka et le ruisseau de Lamode, qui actionnait le « Mouliot ».
À l'ouest, l'Ardanavy, affluent de l'Adour, marque en partie la limite administrative entre Urt et Urcuit. Entre l'Aran et l'Ardanavy, une ligne de crêtes sépare les deux vallées en se dirigeant vers Briscous, au sud-ouest.

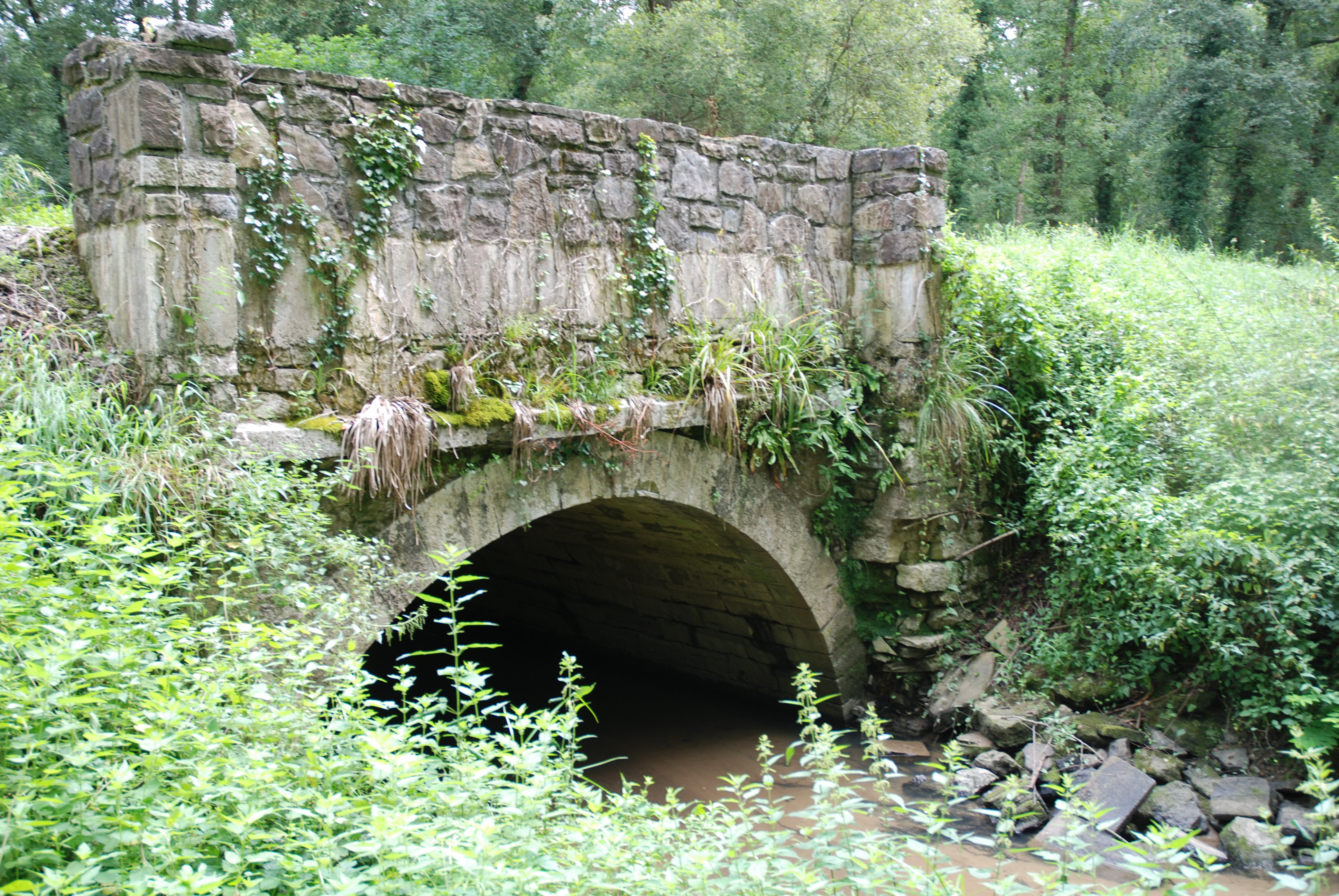
Un des ponts sur l'Aran.
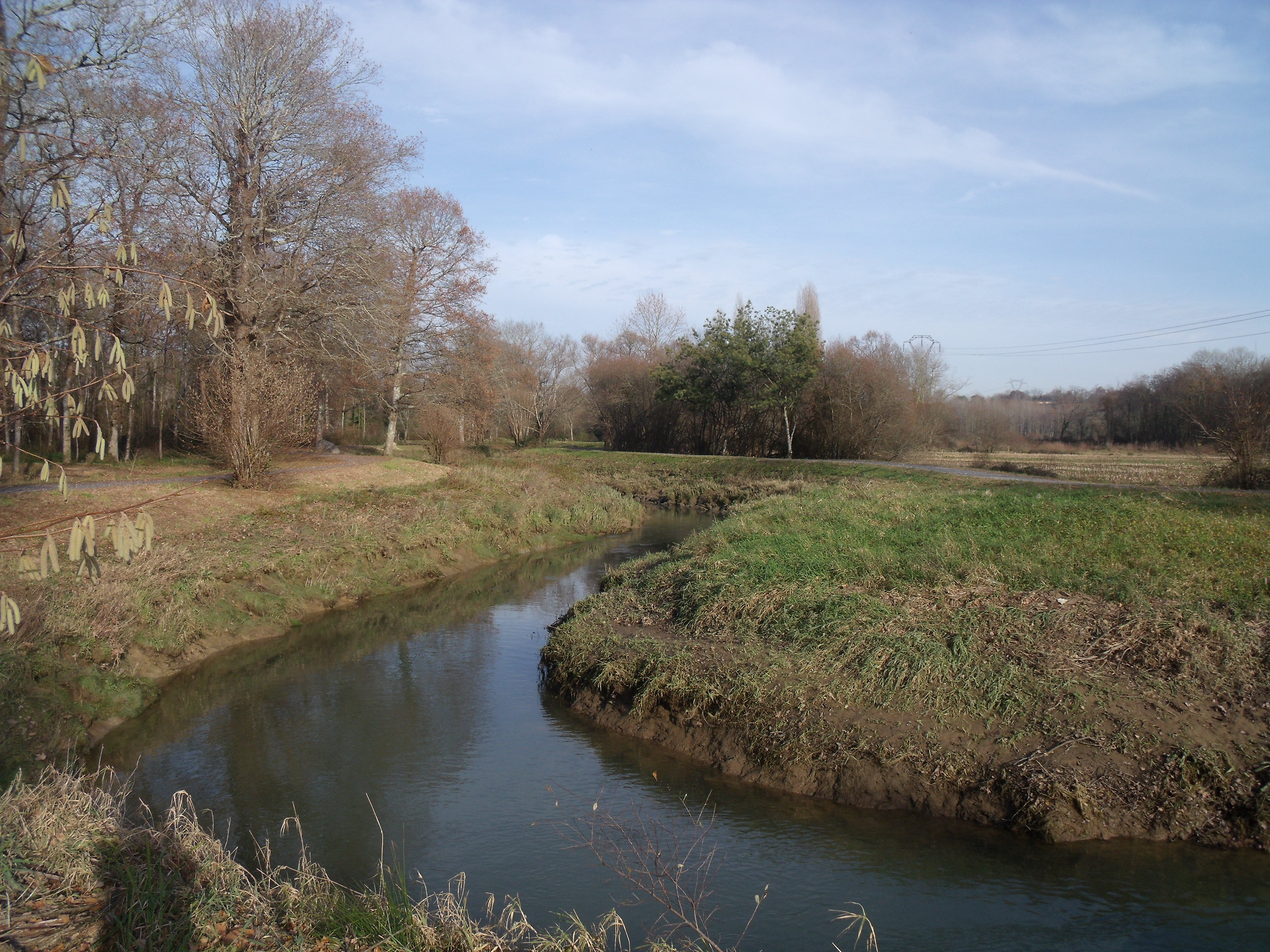
L'Ardanavy sépare Urcuit (à gauche) et Briscous (à droite) quelques mètres avant de délimiter Urcuit et Urt.
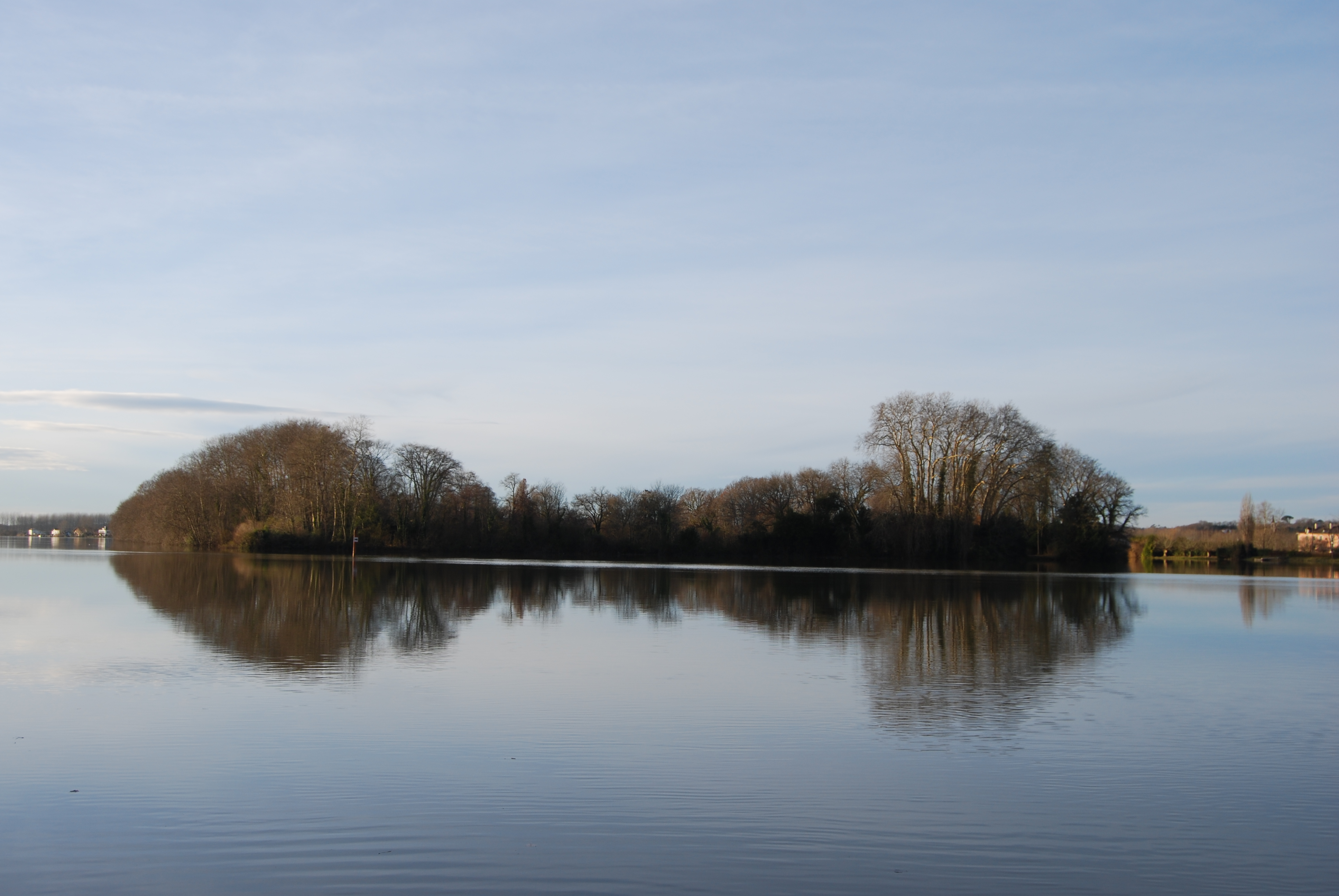
L'île de Bérens (ou Bérenx)
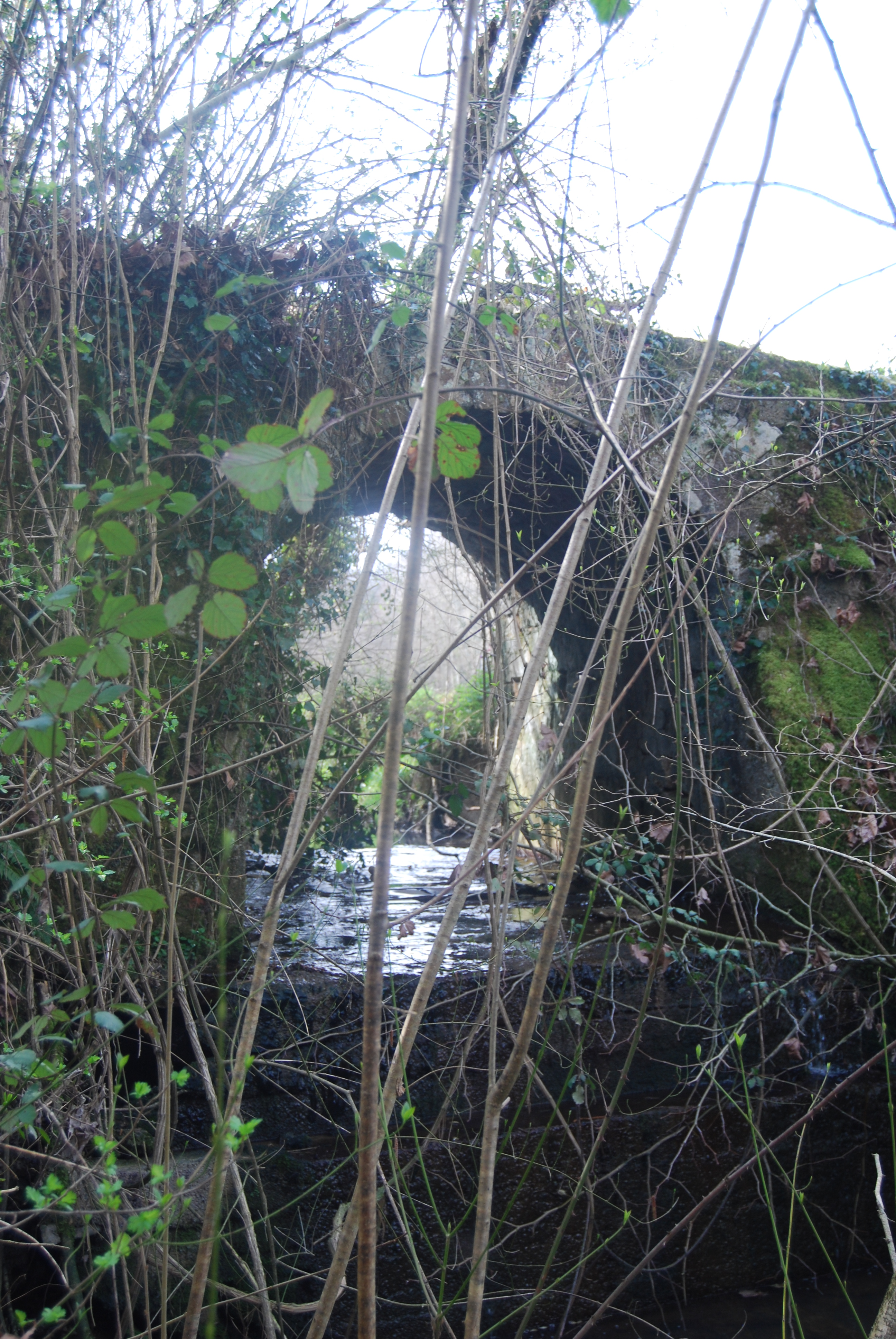
Le ruisseau de Lamode, affluent de l'Aran, au niveau des restes du « Mouliot », qu'il actionnait.
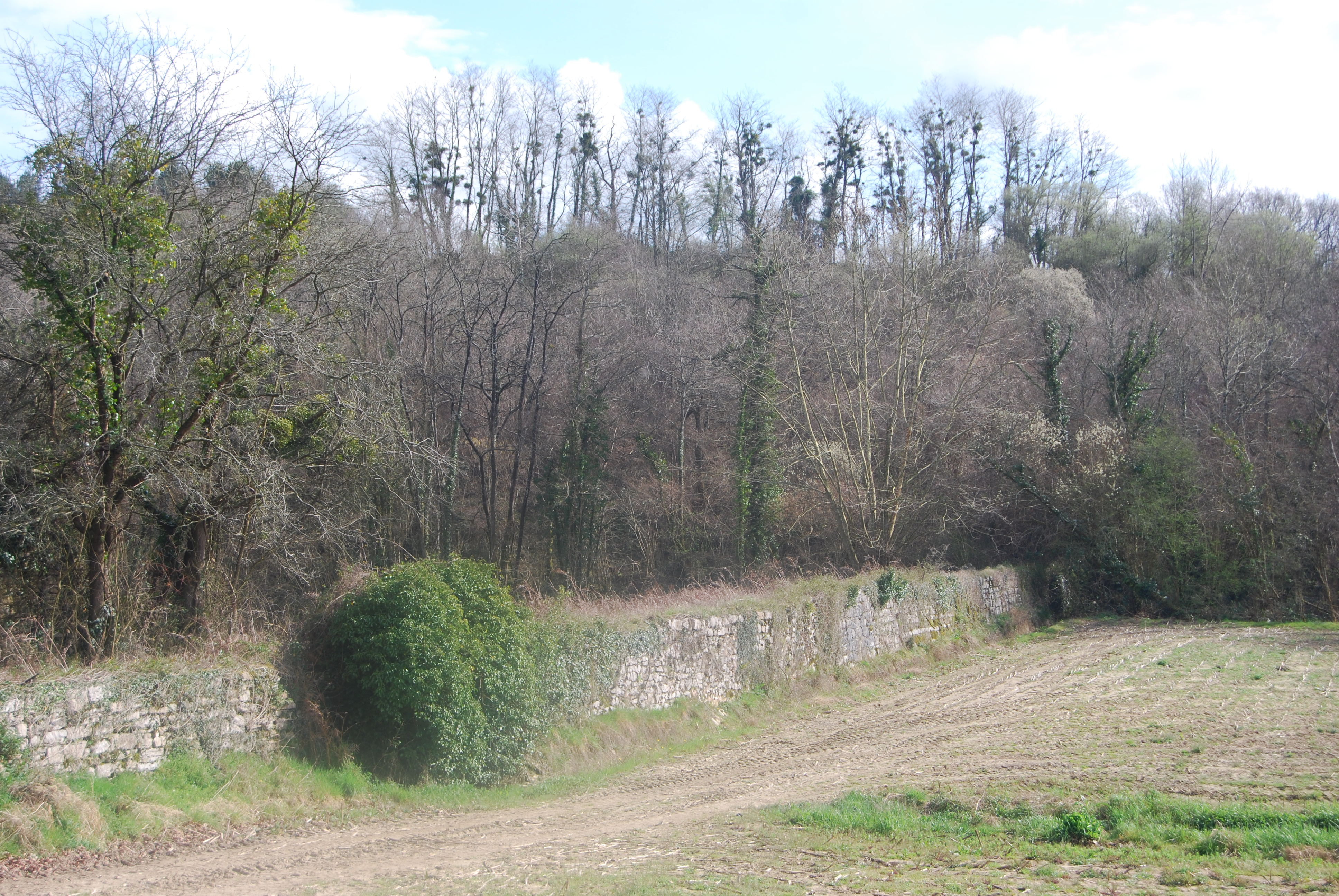
Le barrage qui retenait l'eau pour l'actionner.

### Climat
Pour des articles plus généraux, voir Climat de la Nouvelle-Aquitaine et Climat des Pyrénées-Atlantiques.
Historiquement, la commune est exposée à un micro climat océanique basque.  
En 2020, Météo-France publie une typologie des climats de la France métropolitaine dans laquelle la commune est exposée à un climat de montagne et est dans la région climatique Pyrénées atlantiques, caractérisée par une pluviométrie élevée (>1 200 mm/an) en toutes saisons, des hivers très doux (7,5 °C en plaine) et des vents faibles.
Pour la période 1971-2000, la température annuelle moyenne est de 13,8 °C, avec une amplitude thermique annuelle de 13,2 °C. Le cumul annuel moyen de précipitations est de 1 392 mm, avec 12,7 jours de précipitations en janvier et 8,3 jours en juillet. Pour la période 1991-2020, la température moyenne annuelle observée sur la station météorologique la plus proche, située sur la commune de Saint-Martin-de-Hinx à 10 km à vol d'oiseau, est de 14,2 °C et le cumul annuel moyen de précipitations est de 1 410,1 mm,. Pour l'avenir, les paramètres climatiques de la commune estimés pour 2050 selon différents scénarios d’émission de gaz à effet de serre sont consultables sur un site dédié publié par Météo-France en novembre 2022.

## Urbanisme

### Typologie
Au 1er janvier 2024, Urt est catégorisée bourg rural, selon la nouvelle grille communale de densité à sept niveaux définie par l'Insee en 2022.
Elle est située hors unité urbaine. Par ailleurs la commune fait partie de l'aire d'attraction de Bayonne (partie française), dont elle est une commune de la couronne,. Cette aire, qui regroupe 56 communes, est catégorisée dans les aires de 200 000 à moins de 700 000 habitants,.

### Occupation des sols

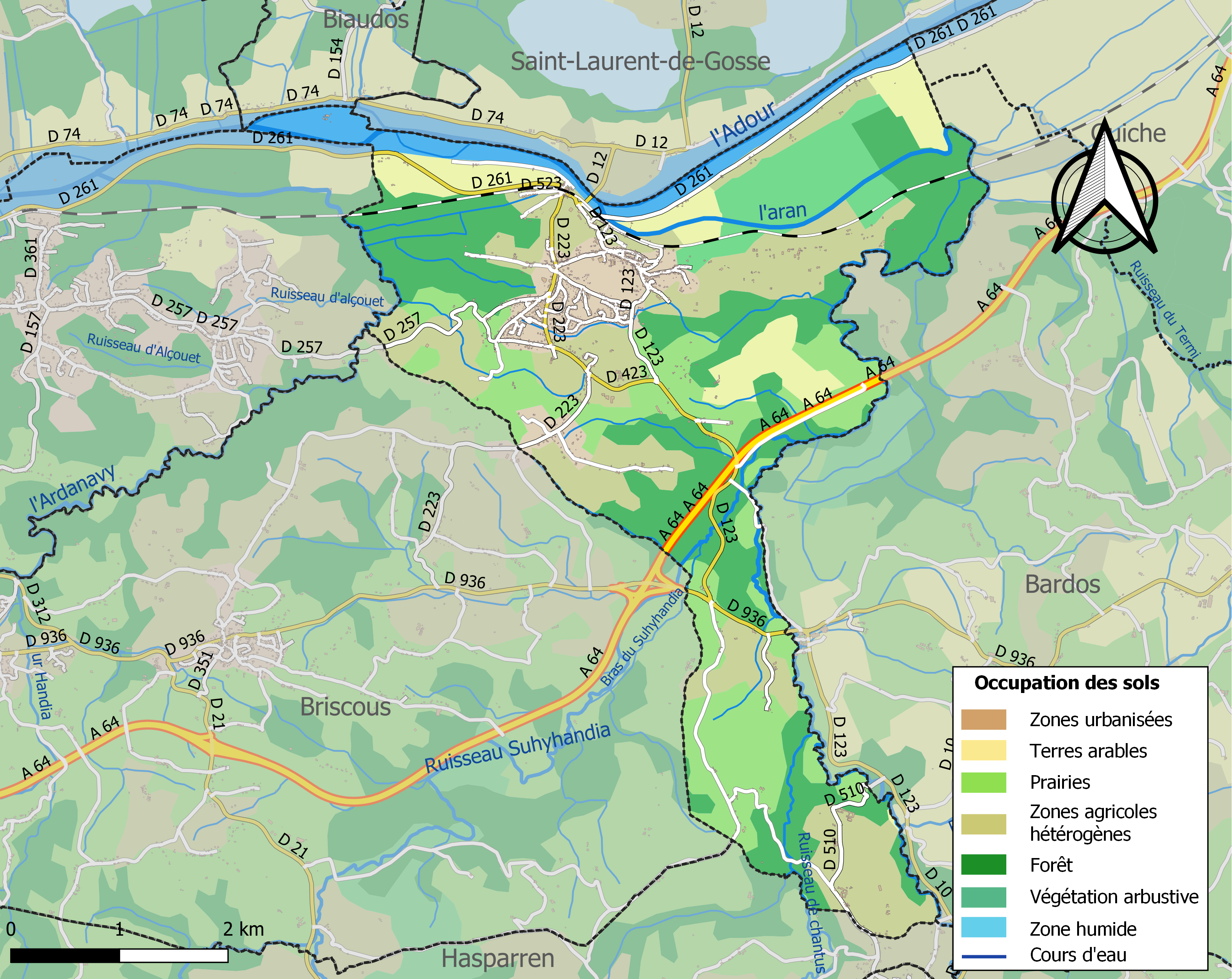
Carte des infrastructures et de l'occupation des sols de la commune en 2018 (CLC).

L'occupation des sols de la commune, telle qu'elle ressort de la base de données européenne d’occupation biophysique des sols Corine Land Cover (CLC), est marquée par l'importance des territoires agricoles (52,2 % en 2018), en diminution par rapport à 1990 (53,7 %). La répartition détaillée en 2018 est la suivante : 
forêts (28,5 %), zones agricoles hétérogènes (25 %), prairies (18,8 %), terres arables (8,4 %), zones urbanisées (6,9 %), milieux à végétation arbustive et/ou herbacée (6,8 %), eaux continentales (5,7 %). L'évolution de l’occupation des sols de la commune et de ses infrastructures peut être observée sur les différentes représentations cartographiques du territoire : la carte de Cassini (XVIIIe siècle), la carte d'état-major (1820-1866) et les cartes ou photos aériennes de l'IGN pour la période actuelle (1950 à aujourd'hui).

### Morphologie urbaine
Le centre se situe au nord du territoire de la commune. Principal pôle de services, il accueille notamment la mairie, le bureau de poste, l'école, l'église et un supermarché. Au sud-ouest et au sud, la zone construite s'est développée avec la construction de lotissements, comme ceux du Coteau et du Ruisseau de Saint Paul. À l'ouest, les constructions suivent l'allée du Campas pour former le quartier du même nom. Au nord, au bord de l'Adour le quartier du Port accueille la gare d'Urt et dans son prolongement est, le port du Vern se situe au bord de l'Aran, au pied de la colline qui accueille le centre. Quelques kilomètres plus au sud, le quartier de la Commune est proche de la forêt d'Urt ainsi que de l'échangeur no 4 de l'autoroute A64. Enfin, proches de La Bastide-Clairence, les quartiers de Belloc et de Bayonnès accueillent respectivement l'abbaye Notre-Dame de Belloc et le monastère Sainte-Scholastique.

### Logement
En 2011, la majorité des habitations de la commune sont des résidences principales (87 % contre 7 % d'habitations inhabitées et 5 % de résidences secondaires). La part de résidences principales augmente, en lien avec l'augmentation importante de population qu'a vue Urt ces dernières années.

### Voies de communication et transports

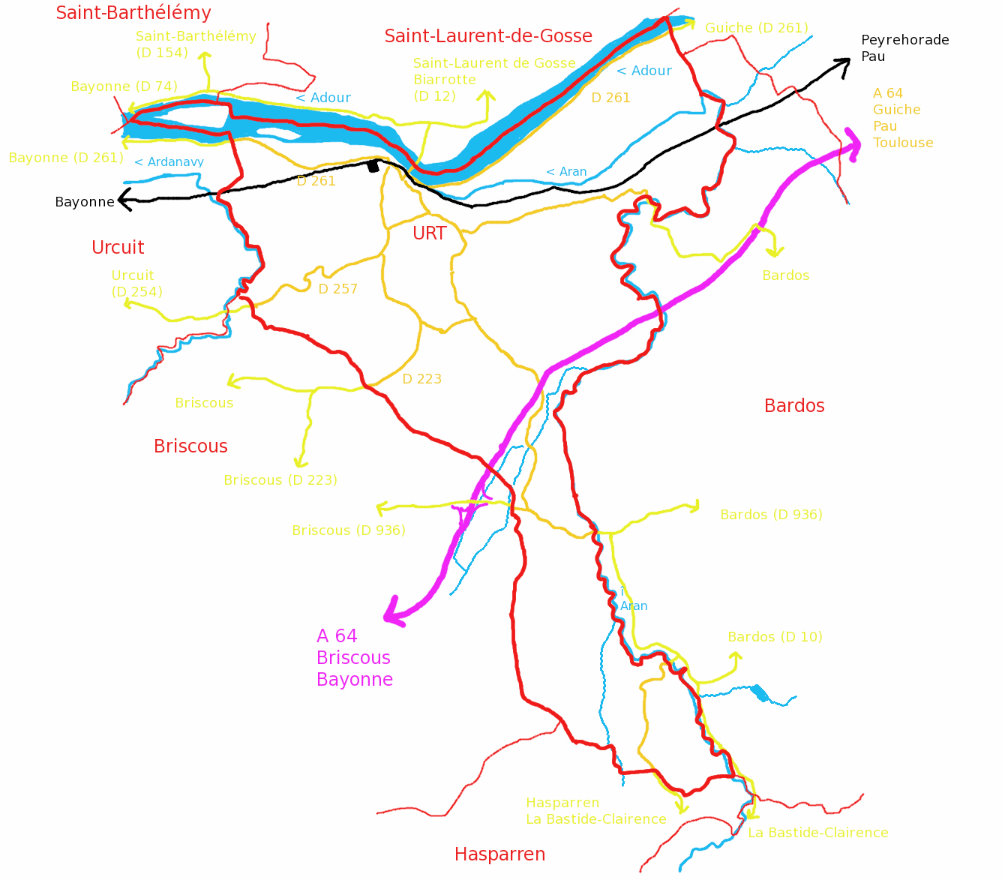
Légende :
Rouge : limites administratives
Bleu : rivières et fleuve
Orange : routes à l'intérieur du territoire de la commune
Jaune : routes à l'extérieur de celui-ci
Violet : autoroute A64 (E 80).

La commune se situe dans l'aire d'attraction de Bayonne. La majeure partie des déplacements s'effectue vers et depuis Bayonne. Les transports en commun (bus et trains) permettent notamment d'accéder à Bayonne le matin et d'en revenir le soir, plus facilement que l'inverse.

#### Axes routiers

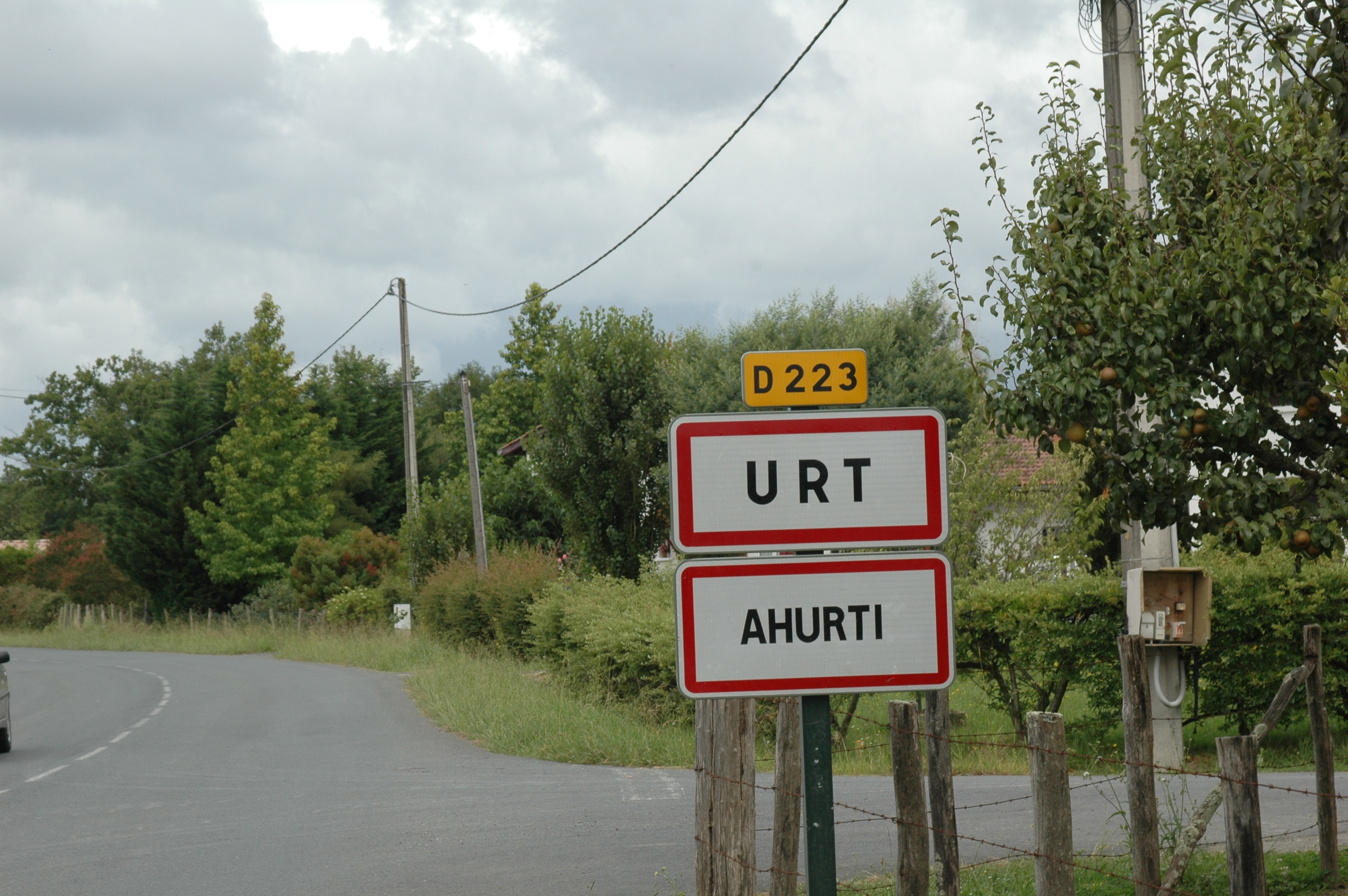
Entrée de la commune.

Urt est traversée par l'autoroute A64, qui relie Toulouse à Briscous et est prolongée par la voie rapide RD 1, de Briscous à Bayonne. L'échangeur no 4, indiqué comme celui d'Urt, se situe sur le territoire de la commune limitrophe de Briscous, mais permet un accès rapide à Urt.
La RD 936 (ancienne route nationale 636) traverse le territoire de la commune dans la direction est-ouest. Elle se dirige, à l'ouest, vers Briscous et Bayonne, et à l'est, vers Bardos et Juillan. La RD 123 tient également un rôle important dans le réseau. Suivant un axe nord-sud, elle permet l'accès à l'autoroute avec la RD 936 et au pont reliant Urt aux Landes. Ce pont correspond à la fin de la RD 123 en raison du changement de département. Au sud, la route se dirige vers La Bastide-Clairence et Luxe-Sumberraute.
La RD 261 longe l'Adour et permet un accès rapide à Urcuit et Bayonne, à l'ouest. À l'est, elle se dirige vers Guiche et Hastingues.
La commune d'Urt est également traversée par d'autres routes départementales d'importance moindre :
- la RD 257 (vers Urcuit et Mouguerre à l'ouest) ;
- la RD 223 (vers Briscous à l'ouest) ;
- la RD 423 (simple jonction entre les RD 223 et 123 située uniquement sur le territoire de la commune) ;
- la RD 510 (vers Hasparren au sud).

#### Ponts

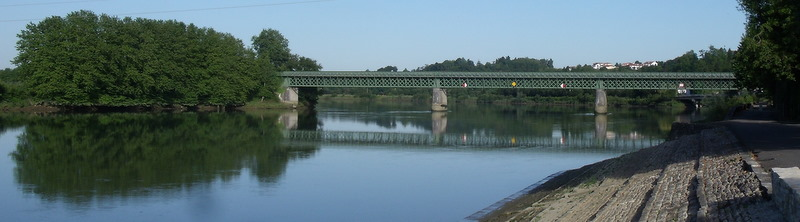
Le pont de Pitres sur l'Adour, vu du port.

Le pont de Pitres (à deux voies routières et une passerelle piétonne), d'une longueur de 154 mètres, surplombe la voie ferrée, le chemin de halage et l'Adour. Reliant Urt à Saint-Laurent-de-Gosse (Landes), il est emprunté par la RD 12, sur sa partie landaise, ainsi que par la RD 123, sur sa partie sud (dans les Pyrénées-Atlantiques). Il a été construit entre 1883 et 1885 en remplacement d'un bac et a été l'objet d'une importante rénovation en 1997,. Il s'agit du seul pont entre celui de l'A63, à Bayonne, en aval, et celui de la RD 817, entre Port-de-Lanne et Sainte-Marie-de-Gosse, en amont. L'Aran est traversé par plusieurs ponts, notamment celui de la voie ferrée, au lieu-dit « Pont de l'Aran » et le viaduc de l'A64.

#### Autocar

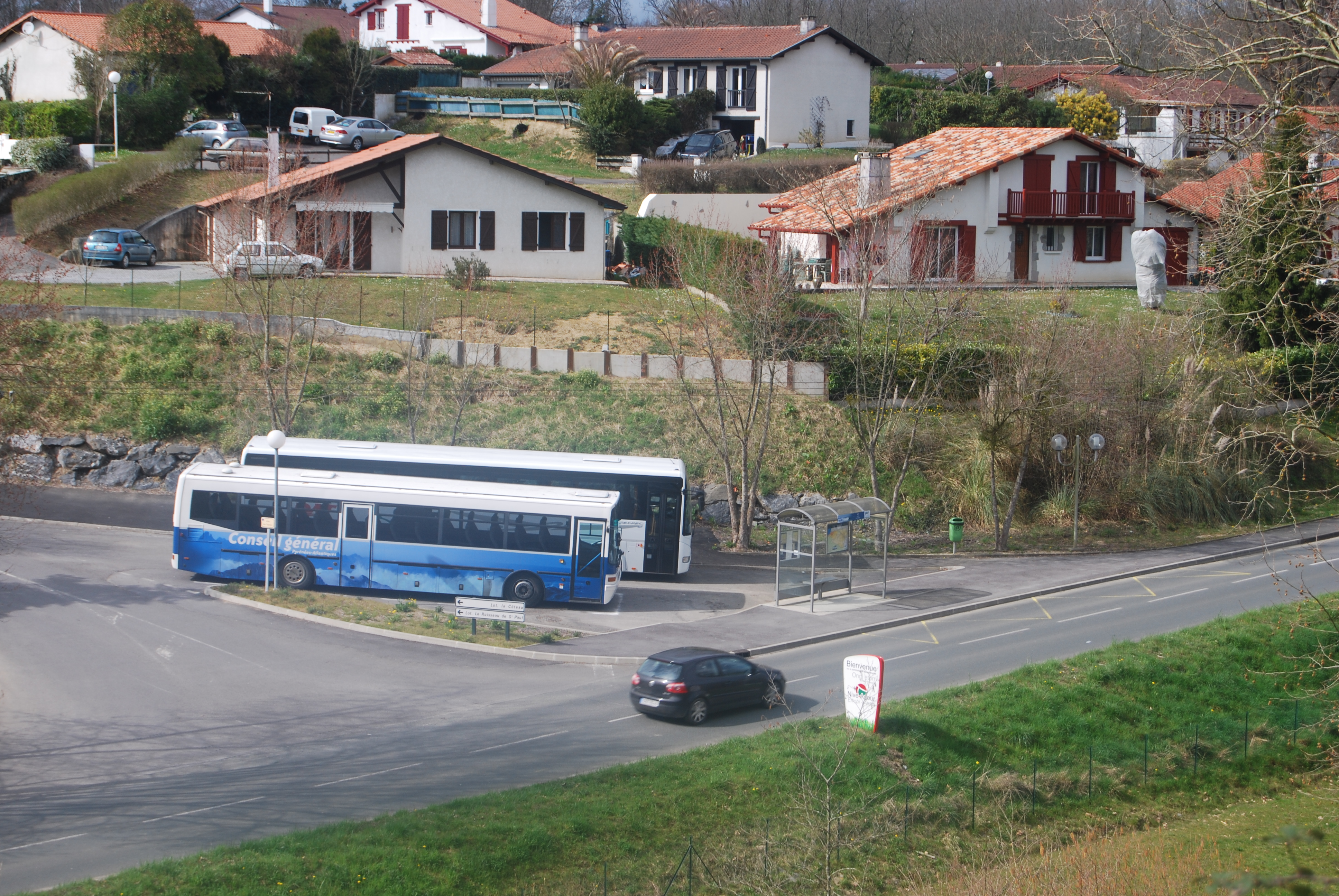
L'arrêt de car et le lotissement des Coteaux.

En 2017, Urt est relié en car par quatre allers-retours quotidiens en semaine à Bayonne (ligne 812 de Transports 64 Bayonne/Urt/La Bastide-Clairence). Avant 2012, la commune était desservie par trois allers-retours de la ligne 855 du réseau départemental reliant Saint-Martin-d'Arberoue à Bayonne. Urt fut ensuite depuis la restructuration du réseau en août 2012 le terminus de la ligne offrant dorénavant quatre allers-retours pour Bayonne.
Le sud du territoire de la commune, desservi par les cars de la ligne 870 du même réseau avant cette même restructuration, ne dispose en 2017 que d'un point d'arrêt à proximité, à Briscous La Commune.

#### Transport ferroviaire

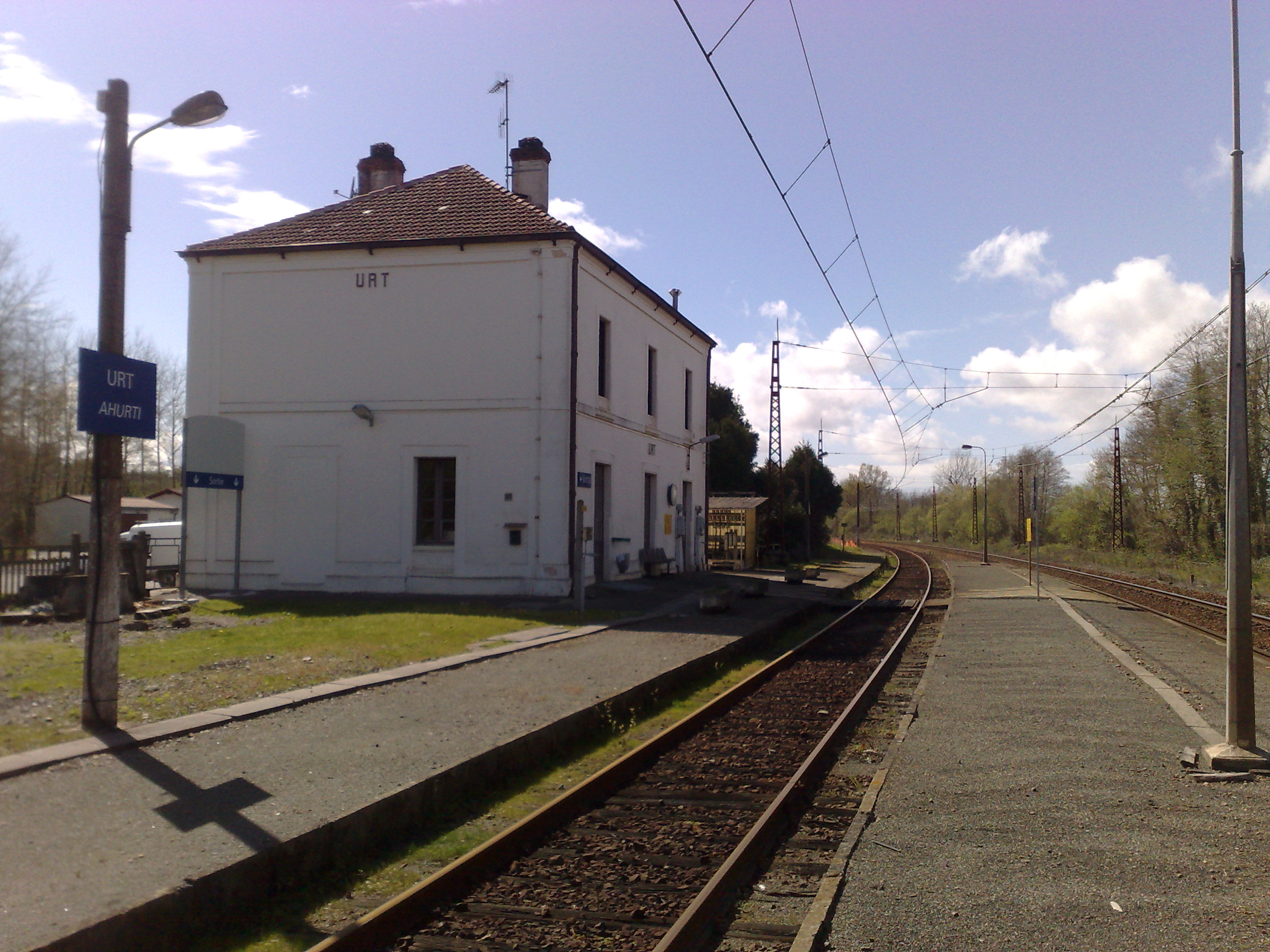
La gare d'Urt.

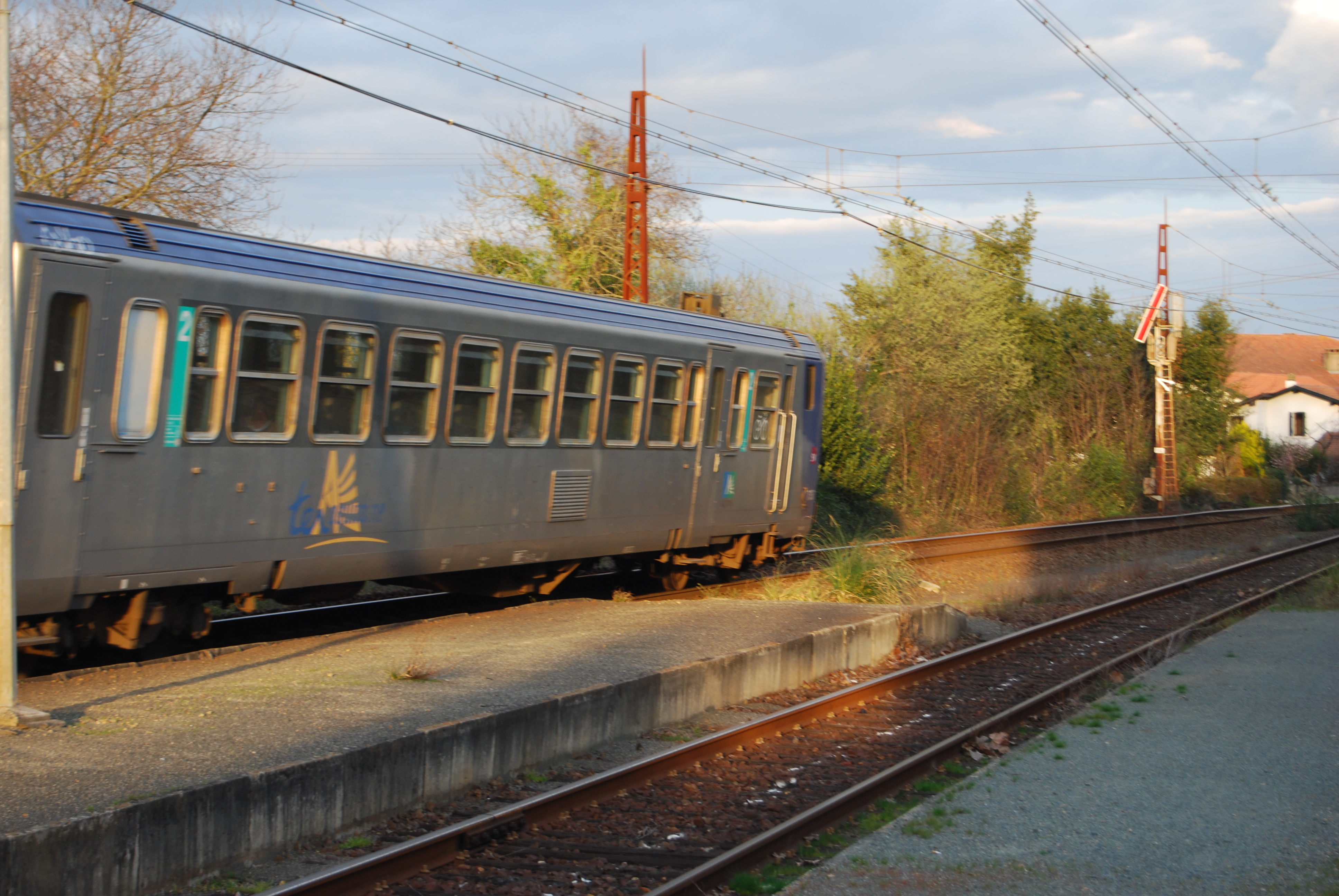
Un TER Aquitaine à destination de Pau quitte la gare d'Urt.

La gare d'Urt est située sur la ligne Bayonne-Toulouse. Elle est desservie par les trains TER Nouvelle-Aquitaine dans la direction de Bayonne ou Tarbes (Pau seulement pour certains trains).
La voie ferrée arriva à Urt durant l'année 1862 mais l'exploitation ne commença qu'en 1864. La fréquentation s'accrut rapidement (9 733 voyageurs en 1866, 14 195 en 1868), tous les trains s'arrêtaient, et il y avait neuf employés. La gare assurait également un trafic de marchandises important : expéditions d'animaux, de produits alimentaires…
Un train Urt-Hasparren-Louhossoa (rejoignant la ligne Bayonne - Saint-Jean-Pied-de-Port) fut envisagé sans suite ; en 1907, la municipalité s'opposa à un projet de tramway de Saint-Jean-de-Luz à Peyrehorade qui n'aurait pas traversé la commune.
La concurrence de la route fit fortement baisser le trafic : en 1956 il n'y avait plus que quatre employés, en 1997 deux. Le service marchandises ferma en 1987, la vente de billets en 1989. En 1997, la desserte était réduite à un train par jour ; elle augmenta à nouveau pour atteindre sept trains quotidiens en semaine en 2010, huit en 2013.

#### Randonnée pédestre

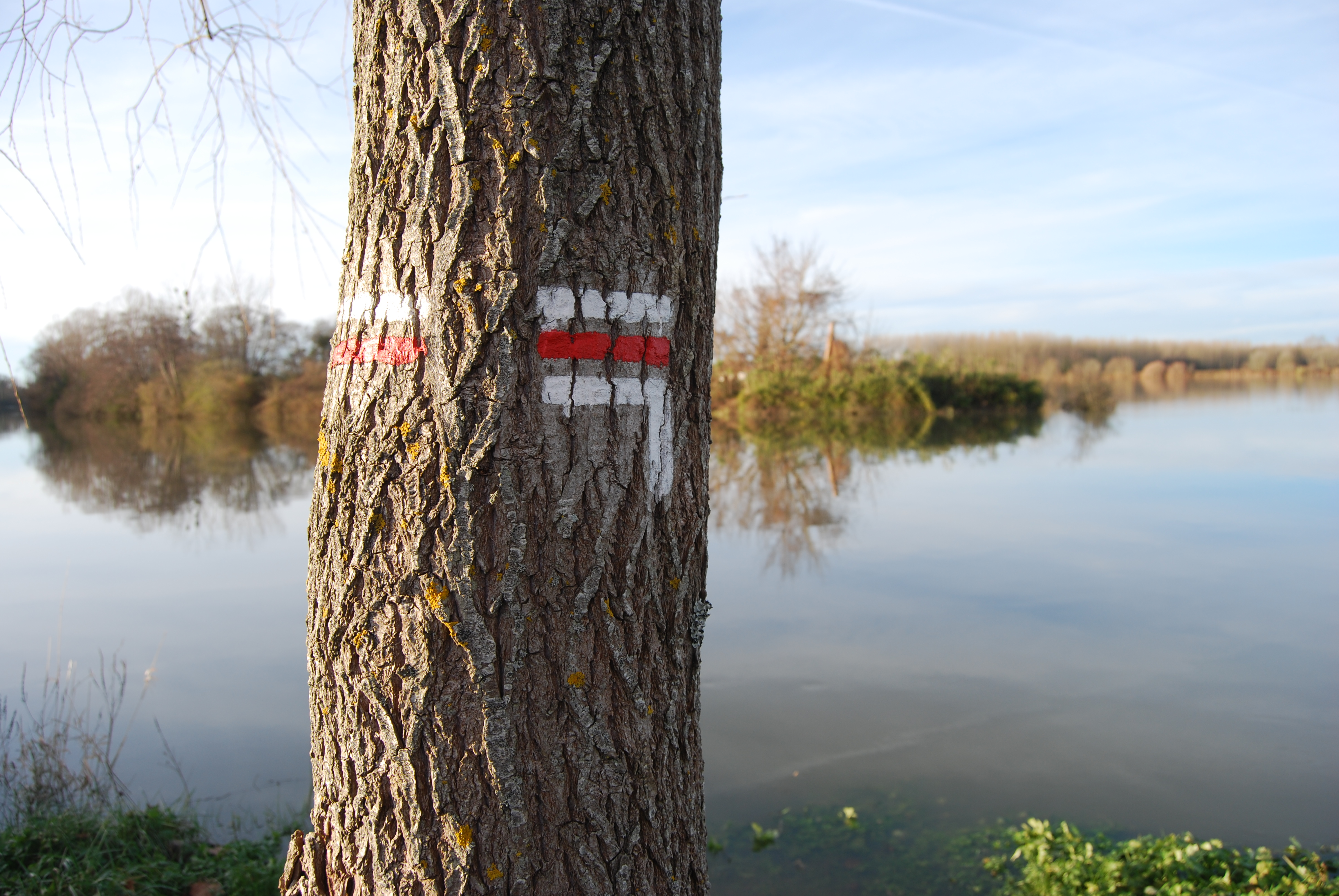
Le GR 8 sur le chemin de halage de l'Adour.

Le sentier de grande randonnée 8 traverse la commune. Il se dirige au nord vers Saint-Laurent-de-Gosse et à l'ouest vers Urcuit.

### Risques majeurs
Le territoire de la commune d'Urt est vulnérable à différents aléas naturels : météorologiques (tempête, orage, neige, grand froid, canicule ou sécheresse), inondations et séisme (sismicité modérée). Il est également exposé à un risque technologique, le transport de matières dangereuses. Un site publié par le BRGM permet d'évaluer simplement et rapidement les risques d'un bien localisé soit par son adresse soit par le numéro de sa parcelle.

#### Risques naturels
Certaines parties du territoire communal sont susceptibles d’être affectées par le risque d’inondation par une crue à  débordement lent de cours d'eau, notamment l'Adour, l'Aran, l'Ardanavy et le Suhihandia. La commune a été reconnue en état de catastrophe naturelle au titre des dommages causés par les inondations et coulées de boue survenues en 1982, 1983, 1992, 2009, 2014, 2018, 2019 et 2021,.

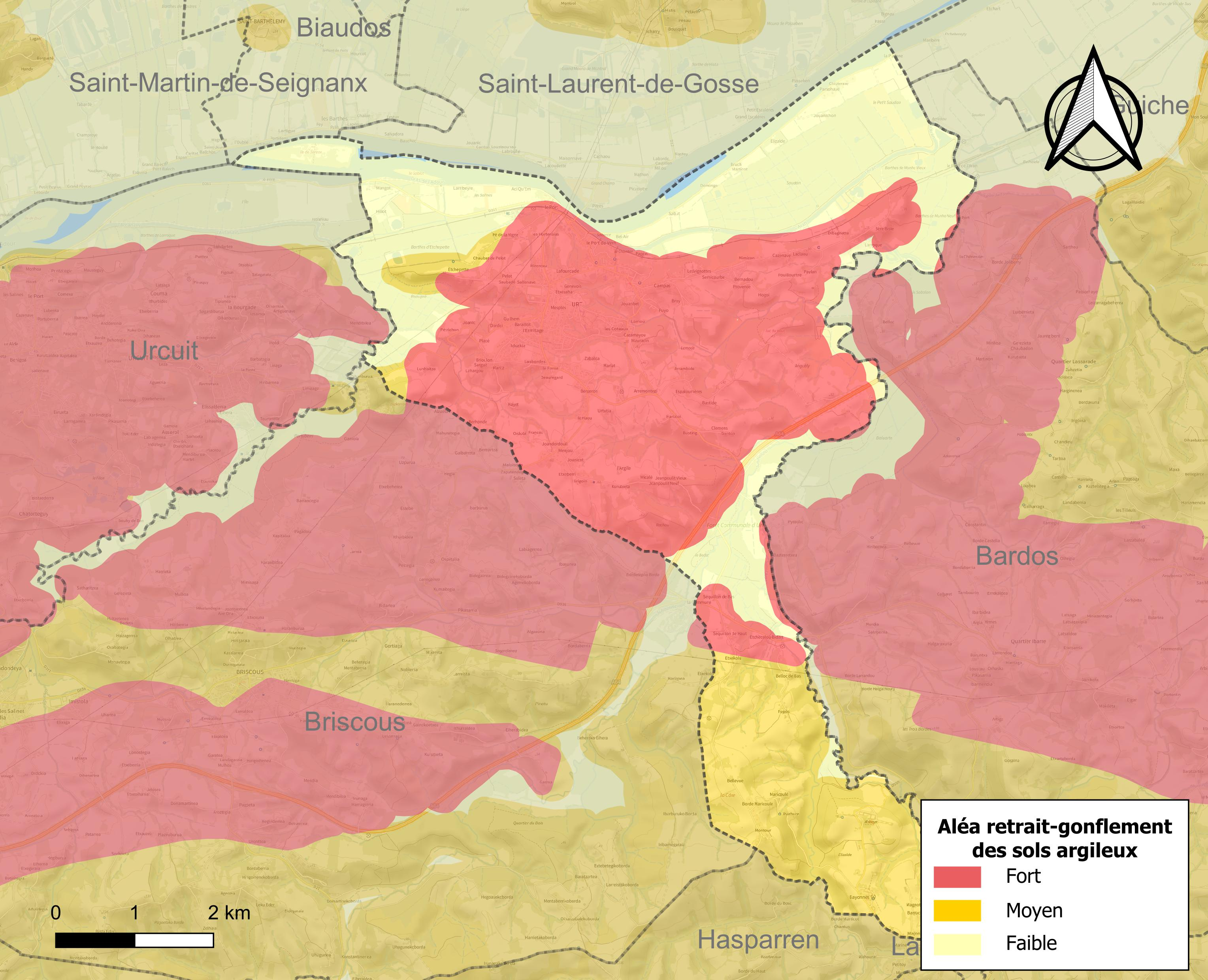
Carte des zones d'aléa retrait-gonflement des sols argileux d'Urt.

Le retrait-gonflement des sols argileux est susceptible d'engendrer des dommages importants aux bâtiments en cas d’alternance de périodes de sécheresse et de pluie. 67,9 % de la superficie communale est en aléa moyen ou fort (59 % au niveau départemental et 48,5 % au niveau national). Depuis le 1er octobre 2020, en application de la loi ELAN, différentes contraintes s'imposent aux vendeurs, maîtres d'ouvrages ou constructeurs de biens situés dans une zone classée en aléa moyen ou fort,.

## Toponymie
Le toponyme Urt apparaît successivement sous les formes : Aurt (1193, cartulaire de Bayonne), Hurt (1243, titres de la Camara de Comptos ; 1249), Aourt (XIIIe siècle, collection Duchesne volume CXIV), Urt (1650, carte du Gouvernement Général de Guienne et Guascogne et Pays circonvoisins), Beata Maria d'Urt (1686, collations du diocèse de Bayonne) et enfin Liberté (1793).
Le nom occitan gascon du village est Urt. Son nom basque est Ahurti. Il existe plusieurs hypothèses quant à l'origine du nom : ahurti signifierait en basque « bec d'eau » ; le nom pourrait être expliqué par le basque uharte, « au bord de la rivière » ; il pourrait dériver du latin hortus, signifiant « jardin » ; ou il dériverait des mots basques aur, aurki qui signifient « avant, devant » ou de la base ahur (« paume »), en rapport avec l'emplacement du village à un coude de l'Adour.

## Histoire

### Le développement d'Urt duXIeauXIIIesiècle
Le cartulaire de Saint-Jean de Sorde témoigne de la présence de pêcheurs à l'emplacement du port d'Urt en l'an 1020. Il y existait en 1193, date de la première mention d'une paroisse à Urt, cinq maisons de pêcheurs. La pêche sur l'Adour, pratiquée à l'aide de nasses tendues en travers du fleuve, fut l'activité économique à l'origine du village, qui se développa sur les bords de l'eau, au pied d'une colline séparant deux zones de barthes. En 1256, il y avait à Urt un prêtre nommé Raymond, dont le sanctuaire probablement entouré de quelques habitations se situait sur un plateau d'une altitude de 40 mètres environ, au sommet de cette colline. On retrouve les deux foyers de population urtoise : près du fleuve, ressource économique, et en hauteur, à l'emplacement futur du Bourg. Il s'agit d'une structure fréquente dans cette région, due au relief local : les villages proches de Lahonce, Urcuit et Guiche se développèrent de la même façon. Durant cette période, Urt dépendait de l'abbaye de Sorde.

### Une expansion grâce à la navigation commerciale auxXIVeetXVesiècles

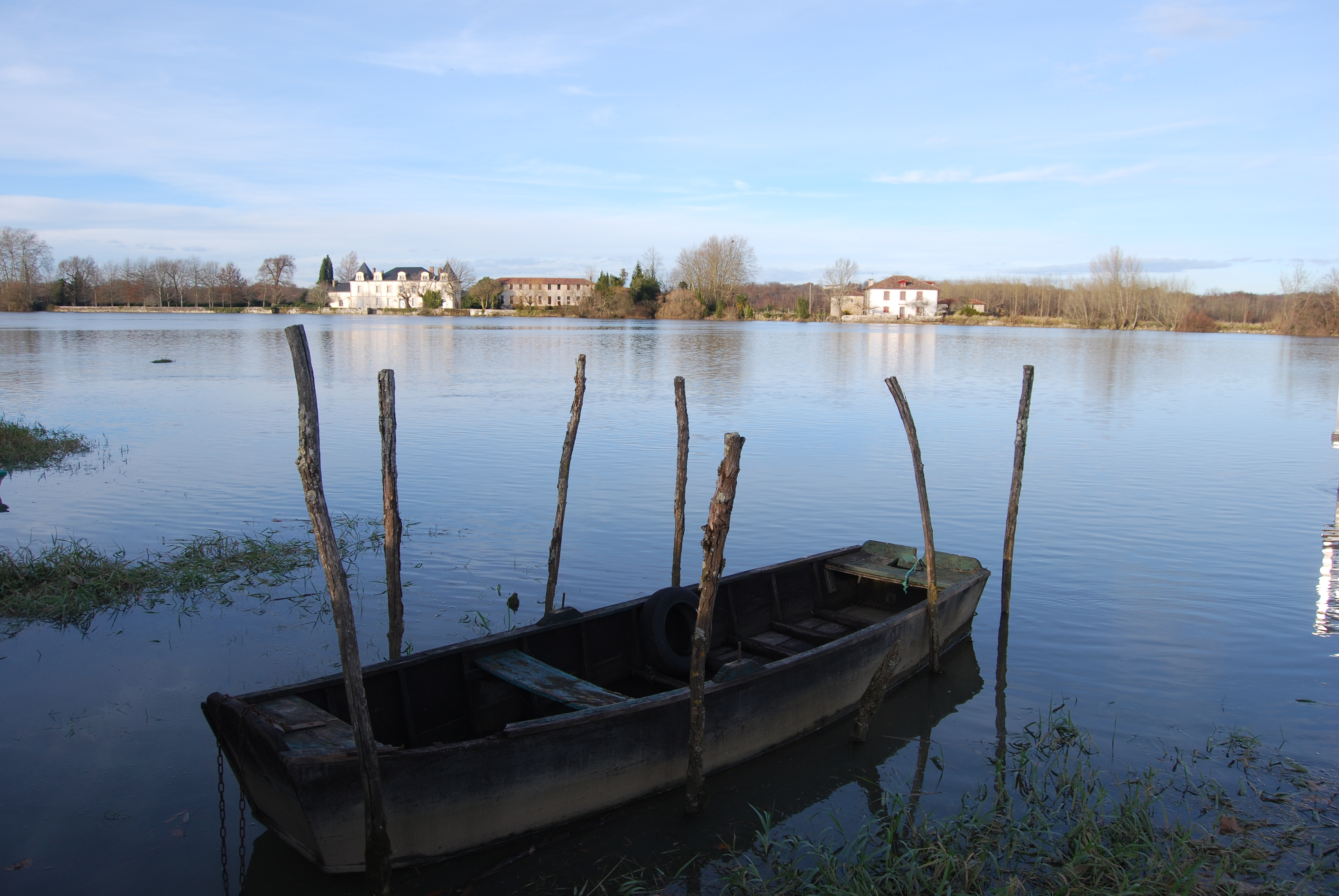
Une barque au port d'Urt.

En 1312 fut fondée sur l'Aran, en amont d'Urt, La Bastide-Clairence, qui appartenait à la Basse-Navarre et devait lui permettre un accès à la mer, via l'Aran et l'Adour. Le développement important de la bastide entraîna une forte hausse du trafic et le Port du Vern d'Urt, au confluent de l'Aran et de l'Adour à quelques mètres en amont du Port, vit son activité et sa taille augmenter fortement. Le trafic fluvial sur l'Adour était aussi intense, vers Bayonne en aval et vers Peyrehorade et Dax en amont ; Urt était une étape importante avec l'embouchure de l'Aran, des chantiers de batellerie fluviale. Urt, avantagé par sa position géographique, subissait en revanche le régime féodal, avec l'autorité, sur le plan religieux, de la cathédrale de Bayonne, qui percevait la dîme, et de la seigneurie des Gramont.

### Urt et les Gramont duXVIesiècleà la Révolution
Urt fit partie du comté de Guiche, appartenant aux Gramont, dès son érection en 1563 par Charles IX. Le 14 juillet 1598, les seigneurs de Gramont, réunissant une assemblée d'une cinquantaine de propriétaires urtois (le « capitou »), établirent les statuts communaux d’Urt (Statuts accordés à la paroisse d'Urt par le Baron de Gramont le 14 juillet 1598), comprenant 24 articles qui régissaient notamment les droits d'usage de la forêt, les corvées et sanctions encourues. Ces statuts furent reconduits et enrichis en 1606 et 1616. La communauté urtoise, composée alors d'une centaine de personnes, se réunit à nouveau le 23 mars 1642 et demanda le respect des statuts par tous les habitants ainsi que le paiement d'une amende par ceux qui ne se rendaient pas à ces assemblées. À partir de 1648, Urt fit partie du nouveau duché-pairie de Gramont.

### Urt et le Labourd
La relation d'Urt au Labourd présente quelques particularités (partagées avec les villages voisins de Bardos et Guiche).
Pendant l'Ancien Régime, ces trois paroisses ne dépendaient pas judiciairement des institutions judiciaires labourdines, mais de la sénéchaussée de Came. Alors qu'elles avaient cessé de participer aux travaux du Biltzar du Labourd, elles furent admises de nouveau dans cette assemblée en 1763, à charge de contribuer désormais aux travaux de celle-ci. Ces péripéties semblent à Anne Zink de peu de signification : même avant ce rattachement, les trois paroisses étaient fiscalement labourdines, et c'était la coutume de la province du Labourd qui y régissait le droit civil.

### La Révolution
À la convocation des états généraux, en 1788, les habitants de la paroisse d'Urt rédigèrent leur propre cahier de doléances, qui fut groupé avec ceux d'une quarantaine de paroisses aux alentours, à Ustaritz, le 16 décembre. Le cahier d'Urt comportait trois parties :
- demande d'un impôt unique généralisé pour contrecarrer la mainmise des fermiers généraux (qui auraient accaparé 90 % des impôts royaux) ;
- rappel de la franchise accordée à Bayonne et d'autres villages, et non à Urt, ce qui désavantage son économie ;
- mention de l'aridité des sols et des taxes excessives sur les vins, qui forment à l'époque une partie importante des revenus du village.

Il n'y a aucun document dans les archives entre ce cahier et le début du registre des délibérations en date du 26 décembre 1791. La paroisse, devenue commune des Basses-Pyrénées, adopta alors le calendrier républicain. Le 8 frimaire an II (28 novembre 1793), la commission chargée des archives, notamment des titres de féodalité, décida qu'elles seraient instamment brûlées en place publique, ce qui explique le peu d'informations sur les périodes antérieures à Urt.
Le 26 mars 1793, fut ouvert un registre de volontaires pour l'armée où personne ne s'inscrivit. Le 1er avril, un vote à bulletins secrets désigna Pierre Naubonnets par une forte majorité (lequel s'enfuit le 1er mai). Les Espagnols attaquèrent le 26 avril, tous les hommes aptes à porter les armes et âgés de 18 à 40 ans furent convoqués.
Du 23 novembre 1793 au 27 décembre 1794, Urt prit le nom de Liberté. Le 15 décembre 1793, les représentants du peuple Dartigoueyte et Cavanacq (qui ont autorité sur quatre départements) décidèrent notamment d'anéantir les enseignes religieuses des places et routes ; le même jour, le curé d'Urt et de Guiche abdiqua ses fonctions.

### UnXIXesiècleprospère et l'arrivée du progrès

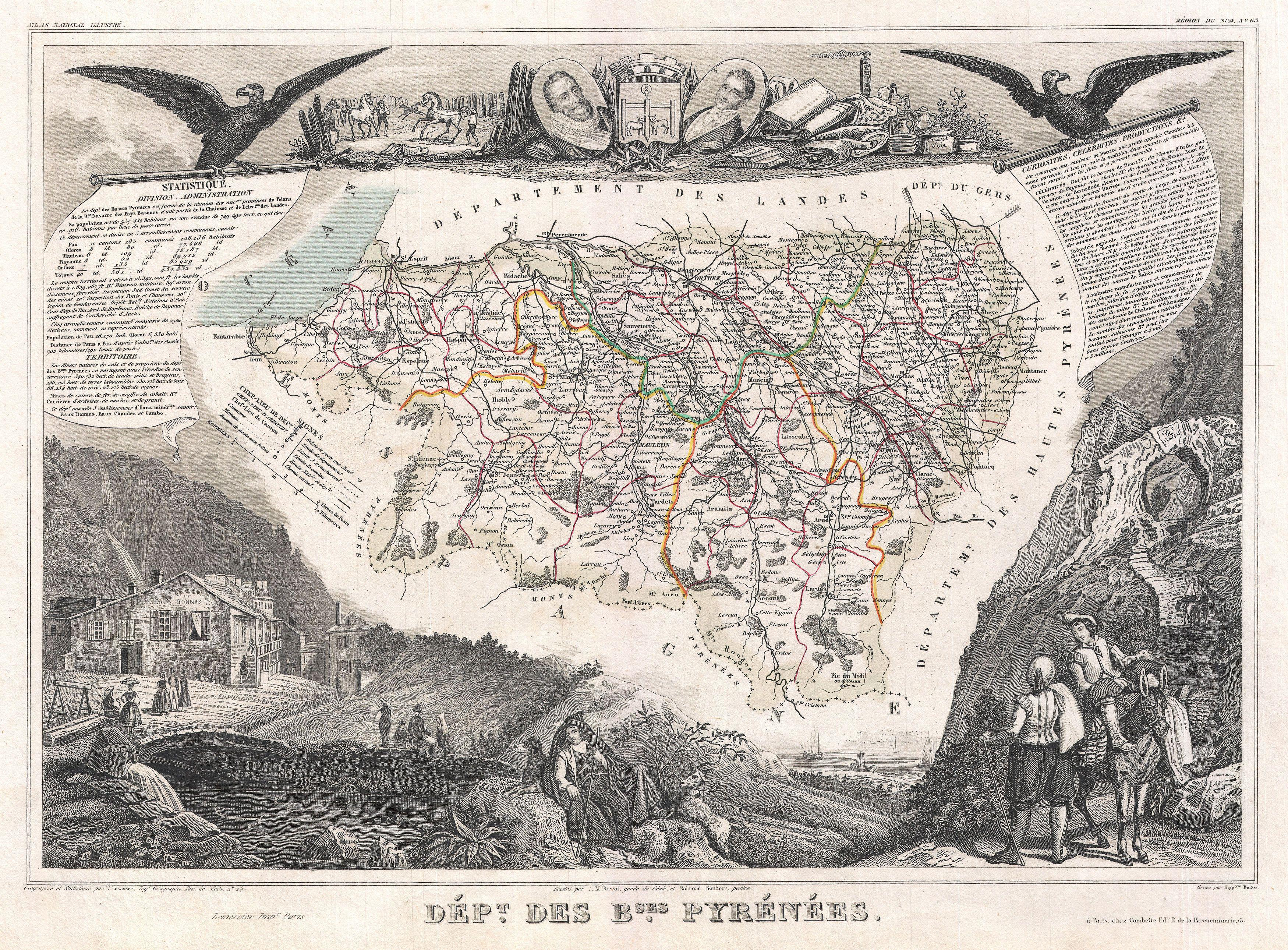
Carte du département des Pyrénées-Atlantiques dressée en 1852 par Victor Levasseur.

La pêche (saumons et aloses), les marchés et foires, l'usine de sel, le passage sur l'Adour (en bac) et la navigation fluviale continuaient de faire d'Urt un village prospère. Lors des guerres de la fin du Premier Empire, la commune fut occupée par les troupes françaises puis anglaises.
Il n'y eut pas de bouleversements notables dans l'histoire d'Urt entre 1815 et l'arrivée des progrès modernes dans la deuxième moitié du XIXe siècle : le chemin de fer en 1862 (mais exploité seulement en 1864), le pont sur l'Adour vers 1885, le télégraphe en 1889, l'électricité en 1904 et le téléphone en 1910.
À cette époque, l'économie urtoise reposait notamment sur une saline ouverte en 1881, des tuileries et carrières de pierre, une fabrique de bougies, de nombreux commerces, un haras et toujours la pêche, le trafic fluvial, les chantiers navals, les marchés. Administrativement, le principal évènement du XIXe siècle à Urt fut la question de la possession du quartier de la Côte, à l'extrême sud de la commune à 6 km du centre, enserré notamment par les communes de Briscous, Hasparren et Bardos, tout en étant proche du centre de La Bastide-Clairence. Le 7 septembre 1875, cette commune demanda à annexer ce quartier, demande combattue par la municipalité d'Urt invoquant la non-continuité territoriale due à une langue de terre de la commune d'Hasparren et l'absence de troubles. Le 26 mai 1895, des électeurs du Bourg demandèrent la séparation du Bourg et de la Côte, refusée par les habitants de cette dernière, dépendants du Bourg. L'histoire se répéta en 1898, mais la Côte resta urtoise.

### XXeetXXIesiècles

Le monument aux morts d'Urt.

Durant la Première Guerre mondiale, 58 soldats urtois périrent, le monument aux morts leur rendant hommage fut inauguré le 13 novembre 1921.
Lors de la Deuxième Guerre mondiale, la commune d'Urt se situait en zone occupée. La préfecture Pau se situant, elle, en zone libre, l'arrondissement de Bayonne fut rattaché à Mont-de-Marsan. Les troupes allemandes d'occupation, arrivées le 22 juin 1940, repartirent le 22 juin 1944.
L'eau potable n'arriva au Bourg qu'à la fin des années 1950, puis dans certains quartiers en 1964 et 1965. L'entreprise Lecomble et Schmitt, toujours présente aujourd'hui, s'installa en 1967 grâce à un dégrèvement d'impôts décidé par la municipalité. Lors de ce siècle, la commune perdit nombre d'habitants notamment en raison de l'exode rural, du développement de la route aux dépens du fleuve et de la voie ferrée, l'économie périclita et ne reposa quasiment plus que sur l'agriculture. Cependant, grâce au tourisme mais surtout à la proximité de Bayonne et l'explosion immobilière dans la région, la population et l'économie repartirent fortement à la hausse durant les dernières décennies. La géographie de la commune en fut marquée par une grande augmentation du nombre de lotissements. La vie municipale fut marquée par une grande stabilité politique avec notamment Jean Castaings qui fut maire pendant vingt-cinq ans entre 1983 et 2008, soutenant son successeur Robert Lataillade.

## Politique et administration

### Tendances politiques et résultats
Urt reste un village marqué à droite, mais aussi au centre.
Au premier tour de l'élection présidentielle de 2002, les électeurs urtois votèrent à 24,53 % pour Jacques Chirac (19,88 % au niveau national), à 14,77 % pour Lionel Jospin (16,18 % au niveau national), et 12,41 % pour Jean Saint-Josse, candidat Chasse, pêche, nature et traditions des Pyrénées-Atlantiques, qui n'eut que 4,23 % au niveau national. Jean-Marie Le Pen n'obtint que 8,05 %, à comparer avec ses 16,86 nationaux. Au second tour, Jacques Chirac recueillit 89,20 % des suffrages exprimés, plus que les 82,21 % au niveau national,.
Lors du premier tour des élections législatives de 2002, les électeurs urtois votèrent à 41,68 % pour Jean Grenet (UMP) (42,19 % dans la circonscription), et à 24,12 % pour Jean Espilondo (29,44 % dans la circonscription). Au second tour, les mêmes obtinrent 62,46 et 37,54 % (55,08 et 44, 92 % dans la circonscription),.
Les électeurs urtois répondirent négativement au référendum sur le traité établissant une Constitution pour l'Europe, mais avec une majorité y étant opposée moins forte que sur le plan national (51,05 % à Urt, 54,67 % pour toute la France),.
Au premier tour de l'élection présidentielle de 2007, Nicolas Sarkozy obtint 28,33 % des voix urtoises, soit moins qu'au niveau national (31,18 %), notamment en raison du score élevé dans la commune de François Bayrou (27,26 % à Urt, 18,57 % sur toute la France). Ségolène Royal obtint à Urt 23,42 % des voix (25,87 % sur le plan national). Au second tour, l'écart entre les candidats fut légèrement moins marqué que sur le plan national puisque Nicolas Sarkozy obtint 52,55 % à Urt et 53,06 % sur tout le territoire,.
Lors du premier tour des élections législatives de 2007, les électeurs urtois votèrent à 45,63 % pour Jean Grenet (UMP) (43,21 % dans la cinquième circonscription), à 24,46 % pour Jean Espilondo (27,65 % dans la circonscription) et à 11,91 % pour la candidate du Mouvement démocrate Marie-Hélène Chabaud-Nadin (9,85 % dans la circonscription). Au second tour, Jean Grenet obtint 57,93 % des voix face à Jean Espilondo (52,93 % dans la circonscription),.
Au premier tour de l'élection présidentielle de 2012, Nicolas Sarkozy obtint 27,65 % des voix urtoises, légèrement plus qu'au niveau national (27,18 %) et que François Hollande 26,65 % à Urt, 28,63 % sur le plan national. Les trois candidats suivants, Marine Le Pen, Jean-Luc Mélenchon et François Bayrou obtinrent chacun environ 12 à 13 % des suffrages exprimés. Au second tour, les résultats furent proches du plan national puisque François Hollande obtint 51,42 % à Urt et 51,64 % sur tout le territoire,.
Lors du premier tour des élections législatives de 2012, les électeurs urtois votèrent à 35,48 % pour Jean Grenet (UMP) (30,36 % dans la circonscription) et à 34,11 % pour Colette Capdevielle (37,70 % dans la circonscription), les autres candidats obtenant tous moins de 9 %. Au second tour, Colette Capdevielle obtint 49,95 % des voix, soit une de moins, face à Jean Grenet (56,47 % dans la circonscription),.
Au premier tour de l'élection présidentielle de 2017, Emmanuel Macron, François Fillon, Jean-Luc Mélenchon et Marine Le Pen, arrivés dans cet ordre, obtiennent tous entre 17 et 23 % des suffrages. Seule Marine Le Pen a plus de 2 % d'écart avec son score national (elle a à Urt 4 % de moins). Avec 30 % au second tour, elle conserve cet écart avec le score national.
Aux législatives 2017, la candidate Mouvement démocrate/La République en marche Florence Lasserre est en tête aux premier et second tours comme dans le reste de la circonscription.
L'abstention est généralement plus faible à Urt qu'au niveau national ; comme pour celui-ci, la participation est bien plus importante pour les élections présidentielles que pour les scrutins locaux. Aux élections présidentielles de 2012, l'abstention fut à Urt de 13,65 % au second tour (national 19,65 %) ; aux législatives de 35,71 % (44,60 % nationalement).

### Administration municipale
Urt ayant entre 1 500 et 2 499 habitants, le conseil municipal est constitué de 19 conseillers dont le maire.

### Liste des maires
Depuis 1971, cinq maires se sont succédé à Urt :
| Période                                  | Période   | Identité                    | Étiquette    | Qualité |
| ---------------------------------------- | --------- | --------------------------- | ------------ | --- |
| mars 1971                                | mars 1977 | Michel Thielley             |              | Médecin et chirurgien-urologue |
| 1977                                     | 1983      | René Bélaube                | PS           | |
| mars 1983                                | mars 2008 | Jean Castaings              | RPR puis UMP | Directeur de mutuelle retraité Conseiller général du canton de La Bastide-Clairence (1979 → 1992 puis 1998 → 2015) Conseiller régional d'Aquitaine |
| mars 2008                                | 2020      | Robert Lataillade           | DVD          | Retraité de la fonction publique |
| 2020                                     | En cours  | Nathalie Martial-Etchegorry |              | |
| Les données manquantes sont à compléter. |           |                             |              | |

### Instances judiciaires et administratives
Urt relève des juridictions des tribunaux d'instance et de grande instance de Bayonne, dans le ressort de la cour d'appel de Pau.
Urt fait partie du canton de La Bastide-Clairence, lui-même situé dans le département des Pyrénées-Atlantiques en région Nouvelle-Aquitaine. La commune appartient à la cinquième circonscription des Pyrénées-Atlantiques.

### Intercommunalité et associations
La commune fait partie de la Communauté d'agglomération du Pays Basque depuis sa création en 2017.

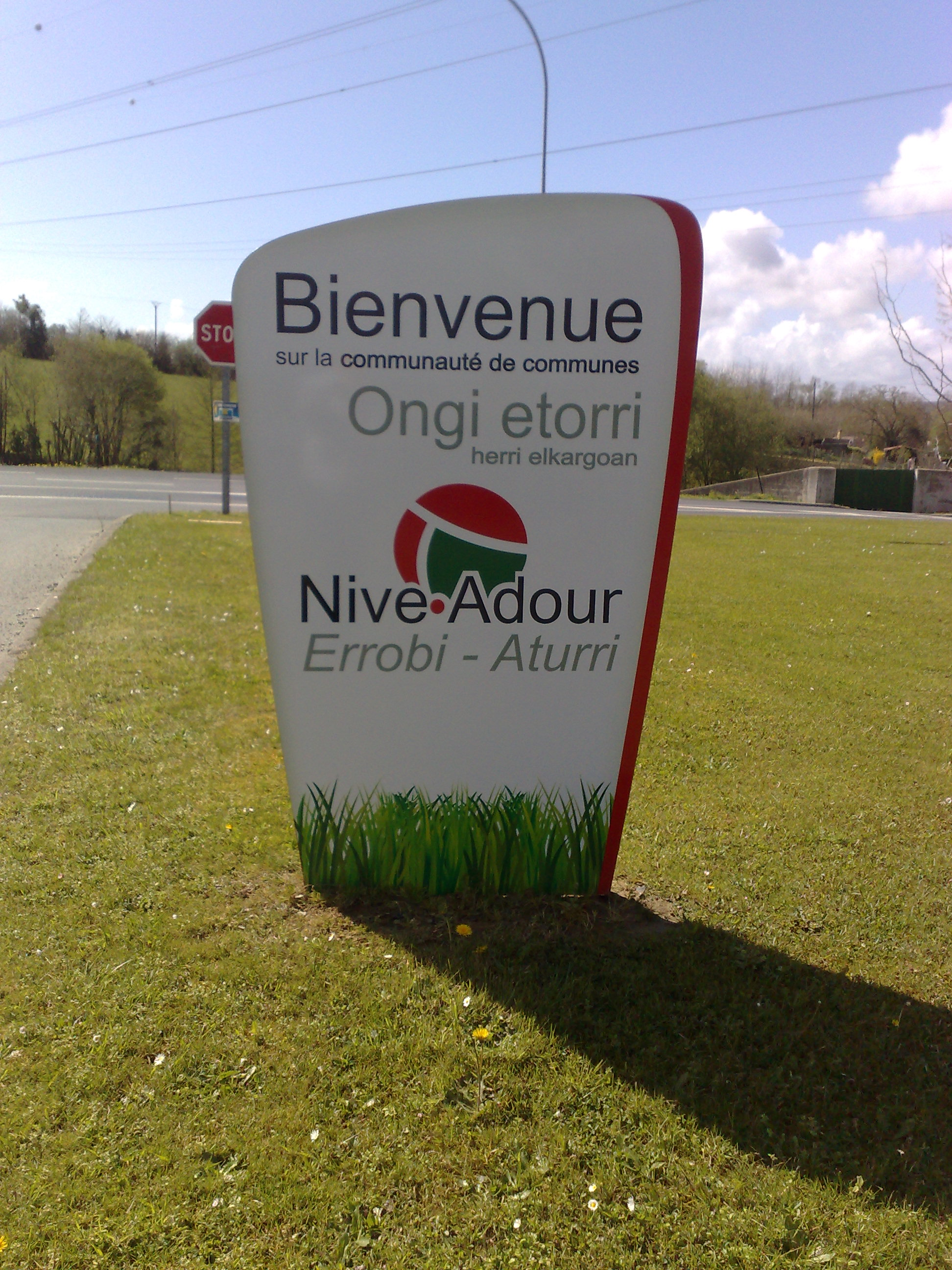
Un panneau de bienvenue de la communauté de communes Nive-Adour à Urt.

En 2010, la commune participait à cinq structures intercommunales :
- la communauté de communes Nive-Adour ;
- le syndicat d'énergie des Pyrénées-Atlantiques ;
- le syndicat intercommunal de protection des berges de l'Adour maritime et de ses affluents (SIPBAMA) ;
- le syndicat intercommunal pour la gestion du centre Txakurrak ;
- le syndicat intercommunal pour le soutien à la culture basque.

Urt ne faisait partie d'aucune communauté de communes jusqu'au 1er janvier 2008, date à laquelle elle rejoignit la communauté de communes Nive-Adour. Elle accueille le siège du syndicat intercommunal de protection des berges de l'Adour maritime et de ses affluents (SIPBAMA).
La commune fait également partie de plusieurs associations :
- l'association des maires des Pyrénées-Atlantiques ;
- le centre de gestion de la fonction publique territoriale ;
- la mission locale Avenir Jeunes Pays basque ;
- le conseil des élus du Pays basque ;
- le biltzar des communes du Pays basque.

### Endettement
En 2009, l'endettement était de 1 089 000 €, soit 531 € par habitant, alors qu'en 2008 il était de 187 000 €, soit 106 € par habitant,.

### Jumelages
Au 24 août 2010, Urt n'est jumelée avec aucune commune.

## Population et société

### Démographie
La déclaration des biens-fonds de 1749 dénombre 289 feux à Urt. Le rôle de la capitation de 1751, en recense, quant à lui, 289.
La commune fait partie de l'aire d'attraction de Bayonne.

#### Évolution démographique
L'évolution du nombre d'habitants est connue à travers les recensements de la population effectués dans la commune depuis 1793. Pour les communes de moins de 10 000 habitants, une enquête de recensement portant sur toute la population est réalisée tous les cinq ans, les populations de référence des années intermédiaires étant quant à elles estimées par interpolation ou extrapolation. Pour la commune, le premier recensement exhaustif entrant dans le cadre du nouveau dispositif a été réalisé en 2007.

En 2022, la commune comptait 2 342 habitants, en évolution de +3,22 % par rapport à 2016 (Pyrénées-Atlantiques : +3,78 %, France hors Mayotte : +2,11 %).
| 1793  | 1800  | 1806  | 1821  | 1831  | 1836  | 1841  | 1846  | 1851  |
| ----- | ----- | ----- | ----- | ----- | ----- | ----- | ----- | ----- |
| 1 317 | 1 280 | 1 319 | 1 436 | 1 657 | 1 805 | 1 735 | 1 742 | 1 748 |

| 1856  | 1861  | 1866  | 1872  | 1876  | 1881  | 1886  | 1891  | 1896  |
| ----- | ----- | ----- | ----- | ----- | ----- | ----- | ----- | ----- |
| 1 659 | 1 626 | 1 749 | 1 681 | 1 653 | 1 719 | 1 730 | 1 735 | 1 639 |

| 1901  | 1906  | 1911  | 1921  | 1926  | 1931  | 1936  | 1946  | 1954  |
| ----- | ----- | ----- | ----- | ----- | ----- | ----- | ----- | ----- |
| 1 747 | 1 588 | 1 896 | 1 584 | 1 553 | 1 322 | 1 251 | 1 280 | 1 256 |

| 1962  | 1968  | 1975  | 1982  | 1990  | 1999  | 2006  | 2007  | 2012  |
| ----- | ----- | ----- | ----- | ----- | ----- | ----- | ----- | ----- |
| 1 180 | 1 047 | 1 055 | 1 120 | 1 583 | 1 702 | 1 988 | 2 028 | 2 220 |

| 2017  | 2022  | - | - | - | - | - | - | - |
| ----- | ----- | - | - | - | - | - | - | - |
| 2 301 | 2 342 | - | - | - | - | - | - | - |

#### Pyramide des âges
En 2018, le taux de personnes d'un âge inférieur à 30 ans s'élève à 30,4 %, soit en dessous de la moyenne départementale (30,9 %). De même, le taux de personnes d'âge supérieur à 60 ans est de 29,4 % la même année, alors qu'il est de 30,5 % au niveau départemental.
En 2018, la commune comptait 1 155 hommes pour 1 161 femmes, soit un taux de 50,13 % de femmes, légèrement inférieur au taux départemental (52,08 %).
Les pyramides des âges de la commune et du département s'établissent comme suit.
| Hommes | Classe d’âge | Femmes |
| ------ | ------------ | ------ |
| 1,1    | 90 ou +      | 2,2    |
| 7,4    | 75-89 ans    | 8,9    |
| 19,2   | 60-74 ans    | 20,1   |
| 20,7   | 45-59 ans    | 19,7   |
| 19,4   | 30-44 ans    | 20,5   |
| 11,2   | 15-29 ans    | 10,2   |
| 21,1   | 0-14 ans     | 18,4   |

| Hommes | Classe d’âge | Femmes |
| ------ | ------------ | ------ |
| 1      | 90 ou +      | 2,6    |
| 8,7    | 75-89 ans    | 11,8   |
| 18,9   | 60-74 ans    | 19,8   |
| 21     | 45-59 ans    | 20,3   |
| 17,9   | 30-44 ans    | 17,3   |
| 16,2   | 15-29 ans    | 14     |
| 16,3   | 0-14 ans     | 14,2   |

### Enseignement
Au XVIIIe et au début du XIXe siècle, l'enseignement des garçons était assuré par un maître rétribué par ses élèves. Une école primaire élémentaire fut créée en 1833, mais l'école privée de François Placé la concurrença à partir de 1837. Celui-ci devint instituteur communal en 1841. En 1855, plus de 25 ans avant la loi de Jules Ferry, le conseil municipal d'Urt vota la gratuité de l'enseignement public. Une nouvelle école fut construite en 1858. L'enseignement des filles était quant à lui assuré depuis 1838 au moins par une institutrice privée, qui devint institutrice communale en 1849. Reprise par une religieuse, l'école de filles fut laïcisée en 1898. Vers 1908, une école fut créée à Séquillon, sa fermeture pour manque d'élèves refusée en 1913 et officielle en 1921. Face à l'accroissement de la population scolaire, le nouveau groupe scolaire mixte Francis-Jammes fut inauguré en 1986. La commune administre le groupe scolaire Francis-Jammes qui regroupe une école maternelle et une école élémentaire. À la rentrée scolaire de septembre 2009, l'effectif était de 204 élèves.
Urt est située dans l'académie de Bordeaux. Les collèges publics les plus proches sont le collège Aturri à Saint-Pierre-d'Irube (distant de 15,7 km), le collège de Bidache (distant de 17,0 km) et le collège Elhuyar à Hasparren (distant de 18,2 km). C'est ce dernier qui est le collège de secteur. Les lycées publics les plus proches sont le lycée professionnel Paul-Bert, le lycée général, technologique et professionnel Louis-de-Foix et le lycée général René-Cassin, tous situés à Bayonne.
La commune accueille la maison d'enfants du Val d'Adour, dont l'inauguration des nouveaux locaux a eu lieu le 23 juillet 2010, et qui est présente depuis 1965.

### Manifestations culturelles et festivités
Les fêtes d'Urt se déroulent tous les étés.

### Santé

Le centre de secours rénové.

La commune dispose de plusieurs médecins généralistes et spécialisés, d'une pharmacie, de deux maisons de retraite. L'hôpital le plus proche est le centre hospitalier de la Côte Basque. Créé en 1974, le centre de secours d'Urt couvre les territoires des communes d'Urt, Urcuit, Briscous, Lahonce et Saint-Laurent-de-Gosse en premier appel. Le nouveau centre de secours, rénové et agrandi, a été inauguré le 26 juin 2010.

### Sports

L'espace culturel et sportif Jean-Castaings.

La commune dispose d'un terrain de sport extérieur, notamment utilisé par le club de football urtois. À côté de ce terrain se trouve le Tennis Club Urtois, club affilié à la Fédération française de tennis et disposant de trois courts dont un couvert. En face se trouve l'espace culturel et sportif Jean Castaings, du nom de l'ancien maire et président du Conseil général des Pyrénées-Atlantiques. Il a été inauguré le 16 janvier 2010. Urt accueille également une association cycliste, Urt Vélo 64, qui organise régulièrement des courses sur le territoire de la commune. Quentin Aubague, cycliste handisport passé par le club d'Urt, détient de nombreux titres mondiaux,.
Enfin, le fronton d'Urt a été construit en 1929. Il se situe dans le parc paroissial.

### Médias
Il n'existe pas de média local traitant uniquement d'Urt, excepté le bulletin municipal édité par la mairie. Celui-ci a adopté une nouvelle formule en repartant du numéro 1 à l'élection de Robert Lataillade, en 2008.
Les journaux régionaux et locaux, comme le quotidien Sud Ouest ou le journal du pays basque, traitent régulièrement d'Urt dans leurs rubriques locales. L'actualité de la commune est également couverte par la radio France Bleu Pays Basque ou les décrochages régionaux de certains médias nationaux (France 3 par exemple).
L'association Val d'Adour Maritime, dont le siège est situé à Urt, édite également un journal, Le Sel de l'Adour, traitant de l'Adour dans son secteur maritime.

### Cultes

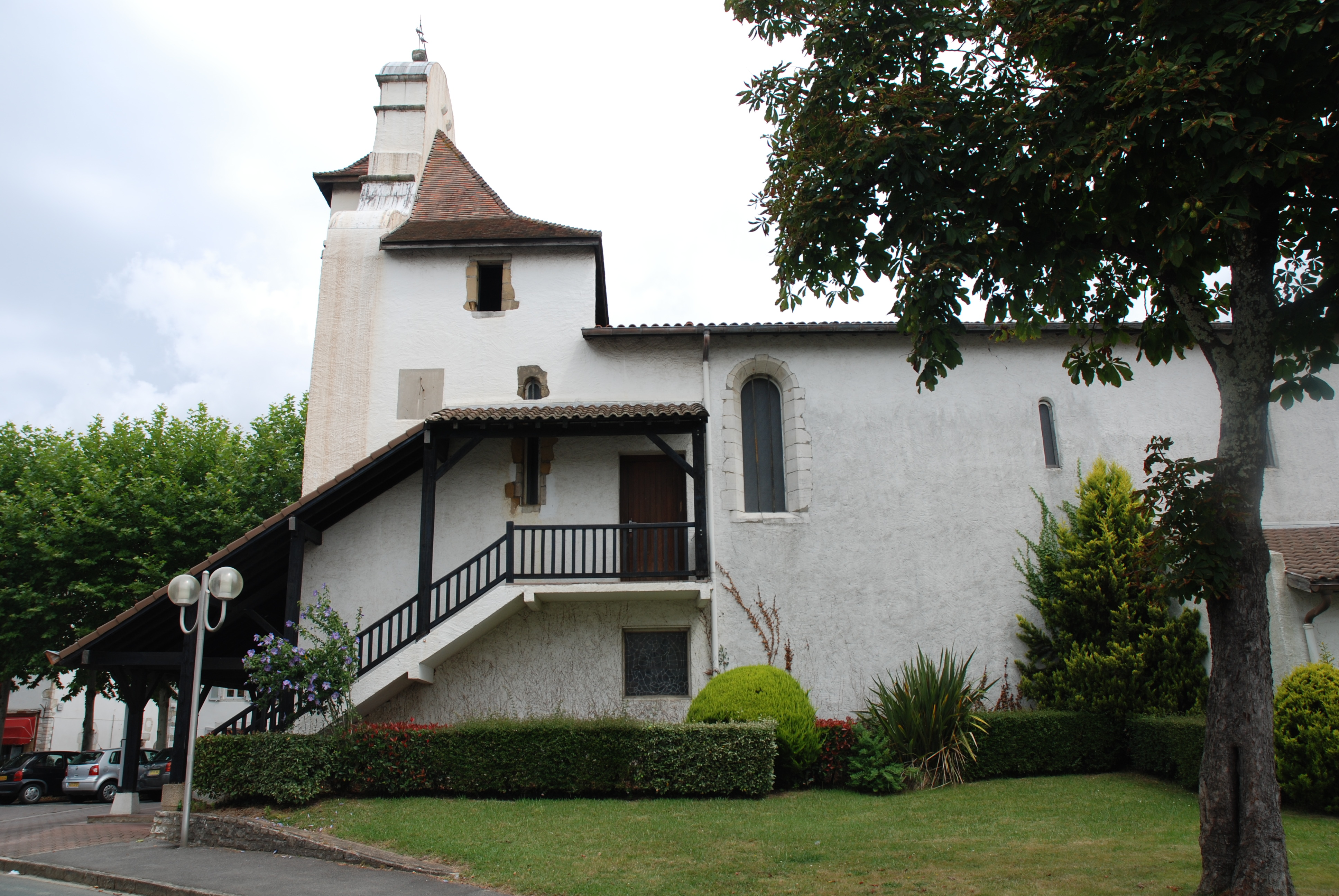
Église de l'Assomption-de-la-Bienheureuse-Vierge-Marie.

Urt relève de la paroisse Saint-Pierre de Nive-Adour - Saint-Pierre-d’Irube au sein du diocèse de Bayonne dont dépend l'église de l'Assomption. Les Urtois disposent également d'autres lieux de culte catholique, au sein du monastère Sainte-Scholastique et de l'abbaye Notre-Dame de Belloc où les moines bénédictins ont créé une liturgie en basque.
Il y a à Urt trois cimetières : celui, situé au Bourg à proximité de l'église, où est enterré Roland Barthes, et deux cimetières dépendant de l'abbaye de Belloc et du monastère Sainte-Scholastique, au sud de la commune.

## Économie

### Revenus de la population
En 2007, le revenu fiscal médian par ménage était de 17 761 €, ce qui plaçait Urt au 10 570e rang parmi les 30 714 communes de plus de 50 ménages en métropole.

### Emploi
Les agriculteurs exploitants étaient 20 à Urt en 2007, ce qui correspondait à 2,1 % des actifs de 15 à 64 ans. Le deuxième secteur d'activité (industrie) représentait 208 Urtois, soit 21,8 % et le troisième secteur 724 (76,0 %).
En 2007, les chômeurs représentaient 7,6 % de la population active, soit 5,5 % de la population de 15 à 64 ans.

### Entreprises et commerces

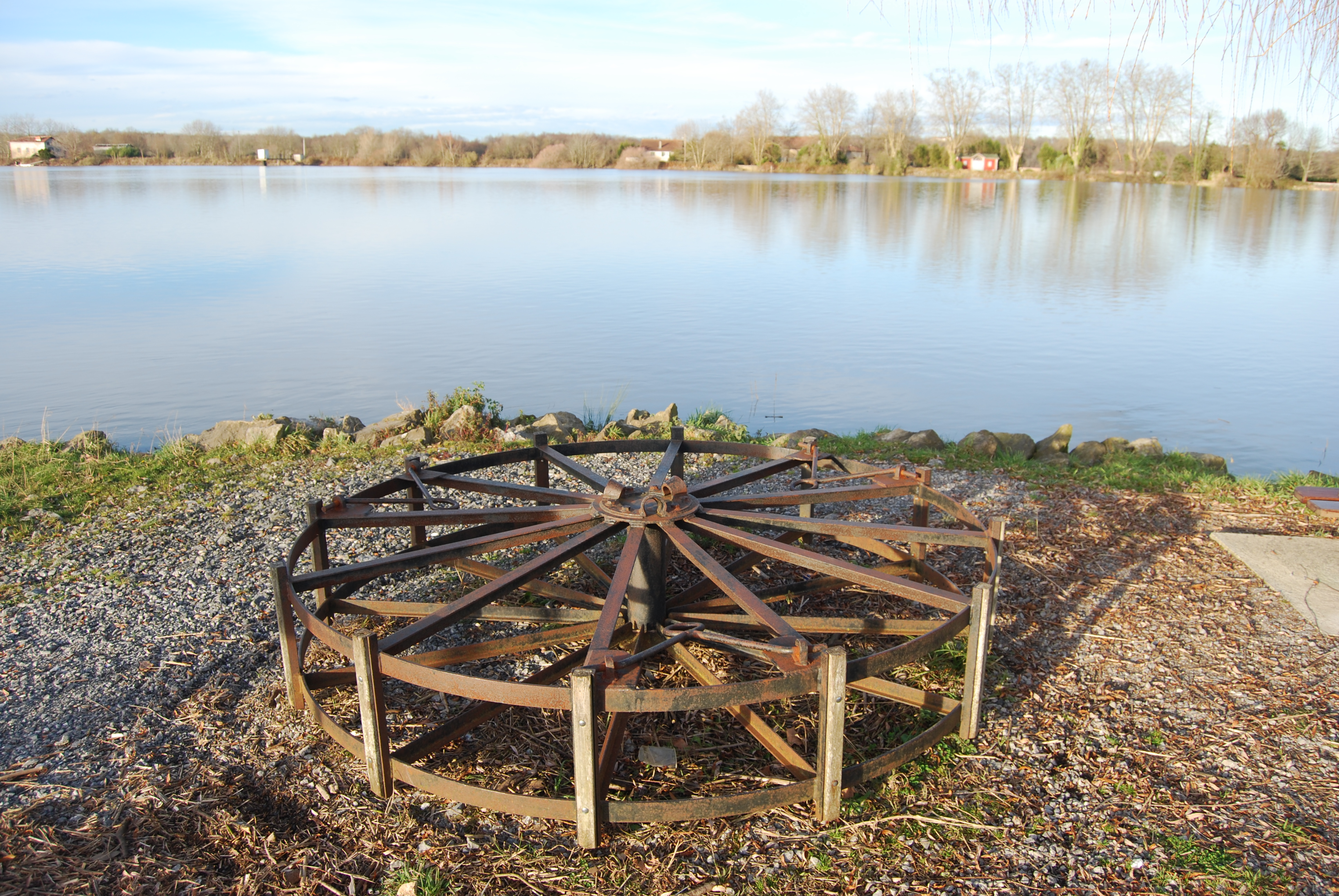
Un cabestan reconstruit à Urt (auquel manquent les bras).
Les cabestans servaient à la pêche fluviale en ramenant sur la berge les filets emplis de poissons.

Le fleuve fut le premier moteur de l'économie et permit la création du village, tout d'abord grâce à la pêche puis grâce à la navigation. L'économie d'Urt fut florissante jusqu'au XIXe siècle grâce aux marchés, à la pêche, aux chantiers navals…
L'agriculture fut aussi un moteur de l'économie de la cité. Développée dès sa création, elle permit la subsistance du village au XXe siècle malgré l'exode rural.
Le chemin de fer, en remplaçant la navigation fluviale progressivement, favorisa la continuation des marchés et rapprocha le village de Bayonne.
Les créations de l'autoroute et d'une route longeant l'Adour ont à nouveau rapproché la cité de Bayonne, favorisant le développement de logements pour les personnes travaillant à Bayonne, ceci soutenant les commerces locaux. En été, le tourisme est également un soutien de l'économie urtoise.

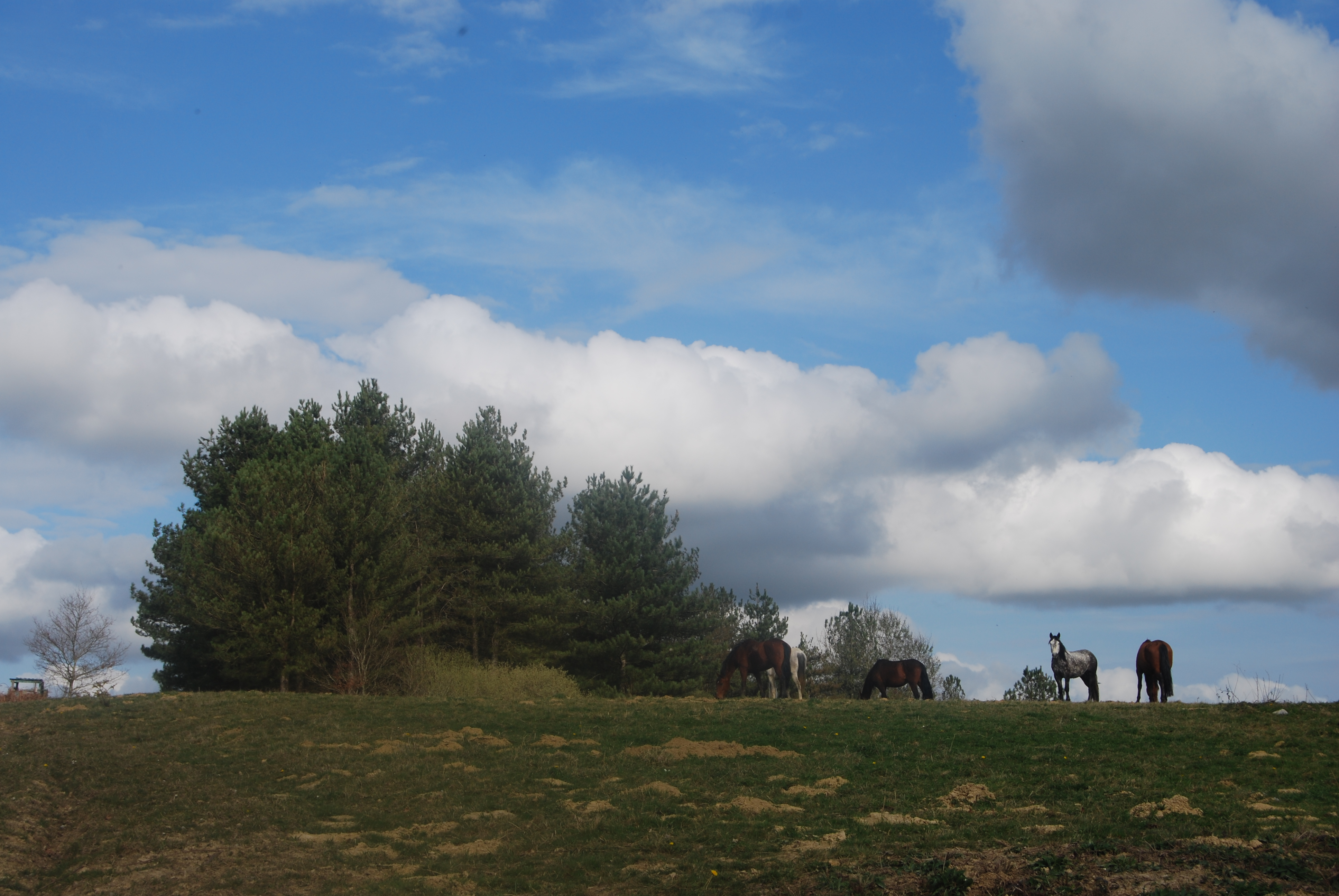
Des chevaux sur le tuc du Bouc ou tuc d'Anguély.

L'activité de la commune est principalement agricole. Selon la mairie d'Urt, il y a dans la commune 26 hectares de maïs, 75 chevaux et poneys, 700 bovins, 4 500 porcs, 30 000 canards et 35 000 poulets. Le kiwi est cultivé sur les berges de l'Adour à l'est de la commune, Urt se situant au début de la zone de production qui s'étend jusqu'au Gers.
La commune fait partie de plusieurs zones d'Indication Géographique Protégée (IGP) : l'IGP Kiwi de l'Adour ; l'AOC / AOP ossau-iraty (fromage) ; l'IGP Tomme des Pyrénées (fromage) ; l'IGP Volailles de Gascogne ; l'IGP Volailles du Béarn ; l'IGP Jambon de Bayonne (zones de production des porcs et de transformations des jambons) ainsi que l'IGP Canard à foie gras du Sud-Ouest.
Les religieux de l'abbaye Notre-Dame de Belloc fabriquent le fromage de brebis Abbaye de Belloc sous le nom de société Ardigasna, qui fait partie des cinquante premières entreprises agroalimentaires du département.
La commune dispose d'un supermarché. Il existe une zone d'activités de 15 000 m2 à proximité de la gare. La commune accueille également le siège et l'usine de l'entreprise Lecomble & Schmitt, qui fabrique des appareils à gouverner.

### Tourisme

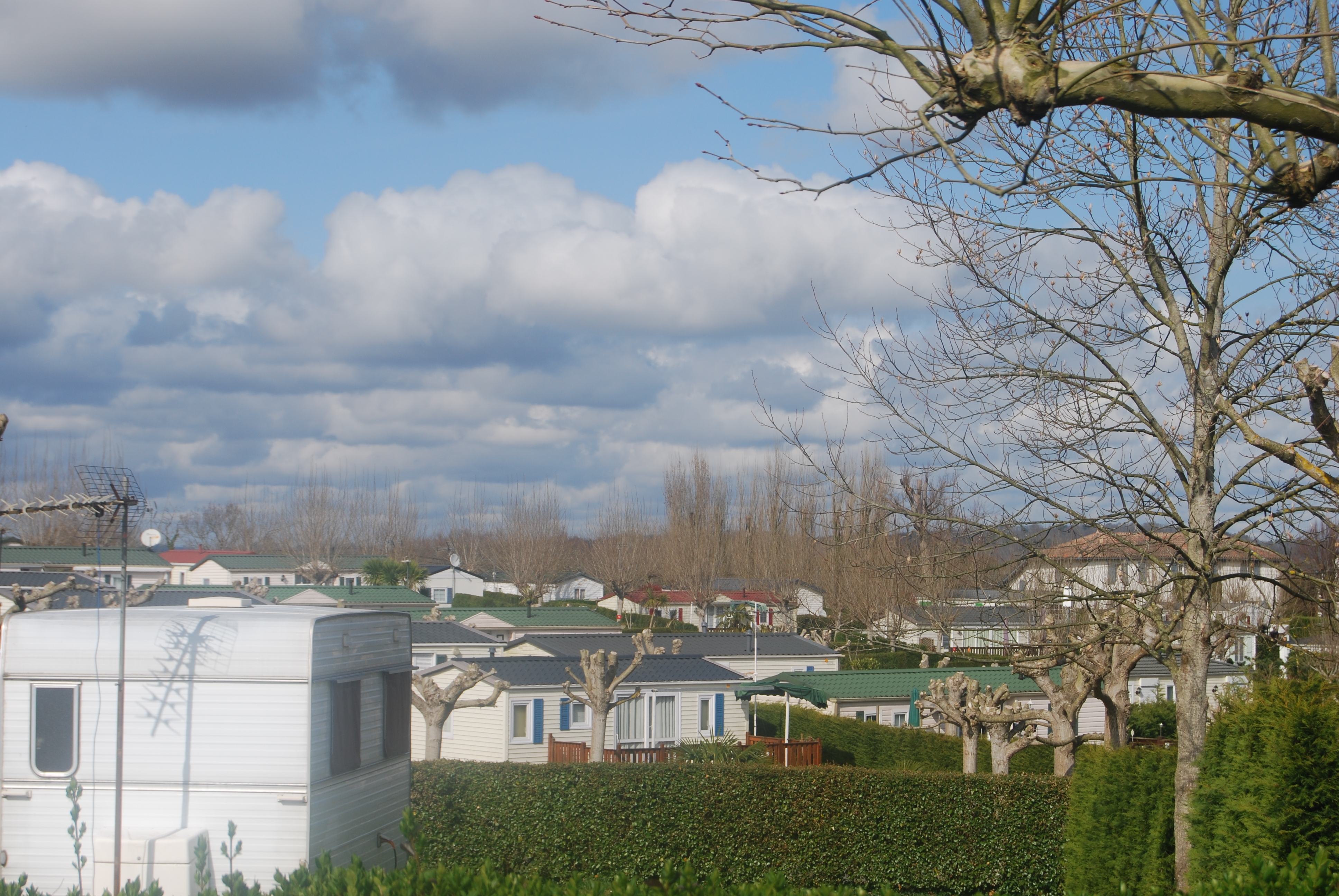
Le camping La Ferme de Mimizan.

La commune accueille sur son territoire un hôtel-restaurant possédant deux étoiles et douze chambres (l'Estanquet), deux campings de 104 et 43 emplacements et plusieurs restaurants,. Le tourisme participe à l'économie urtoise en été grâce à la proximité de la Côte basque et du piémont pyrénéen ; la commune accueille un office de tourisme.

## Culture locale et patrimoine

### Monuments et lieux touristiques

#### Patrimoine religieux

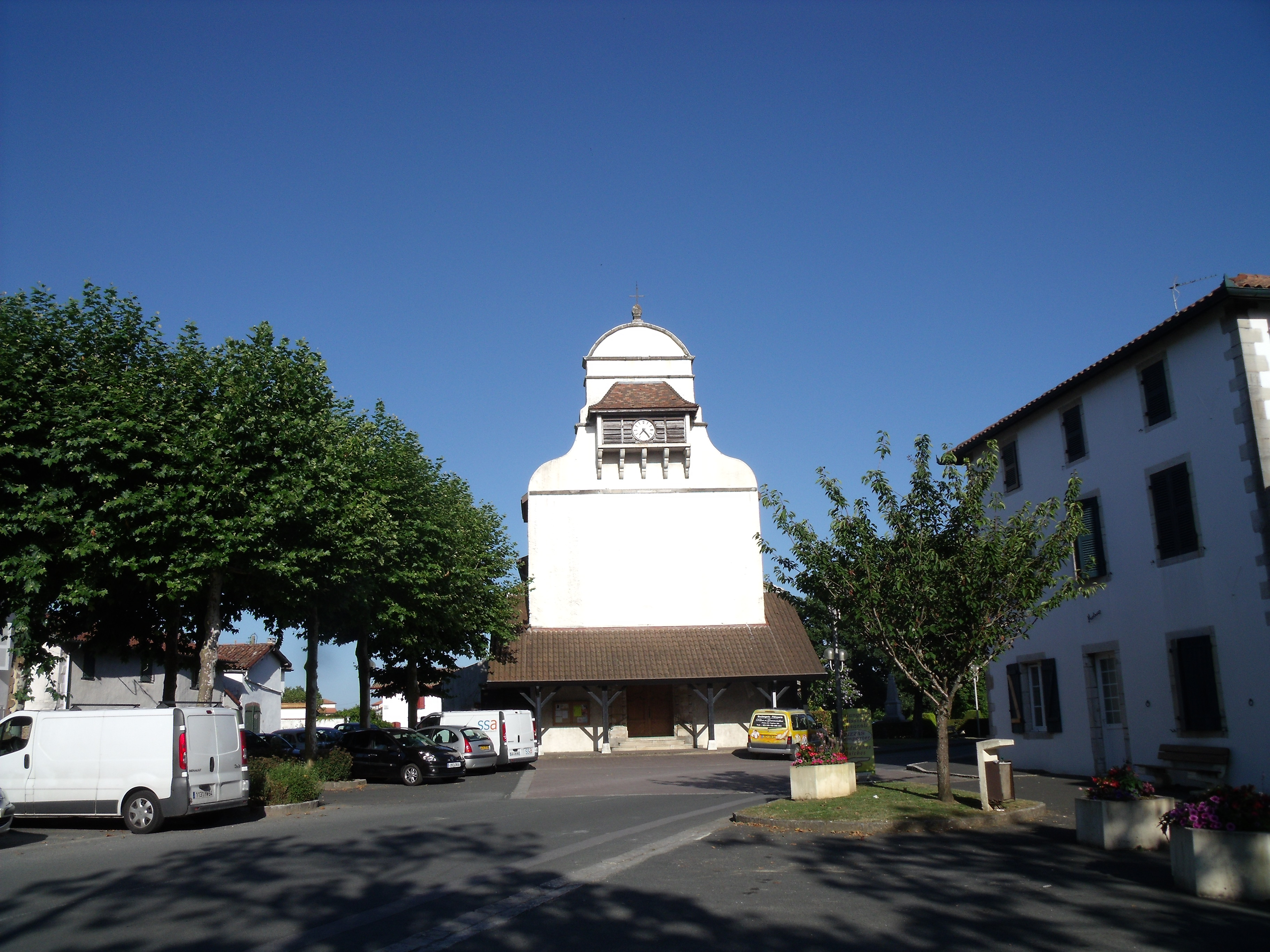
Église de l'Assomption-de-la-Bienheureuse-Vierge-Marie.

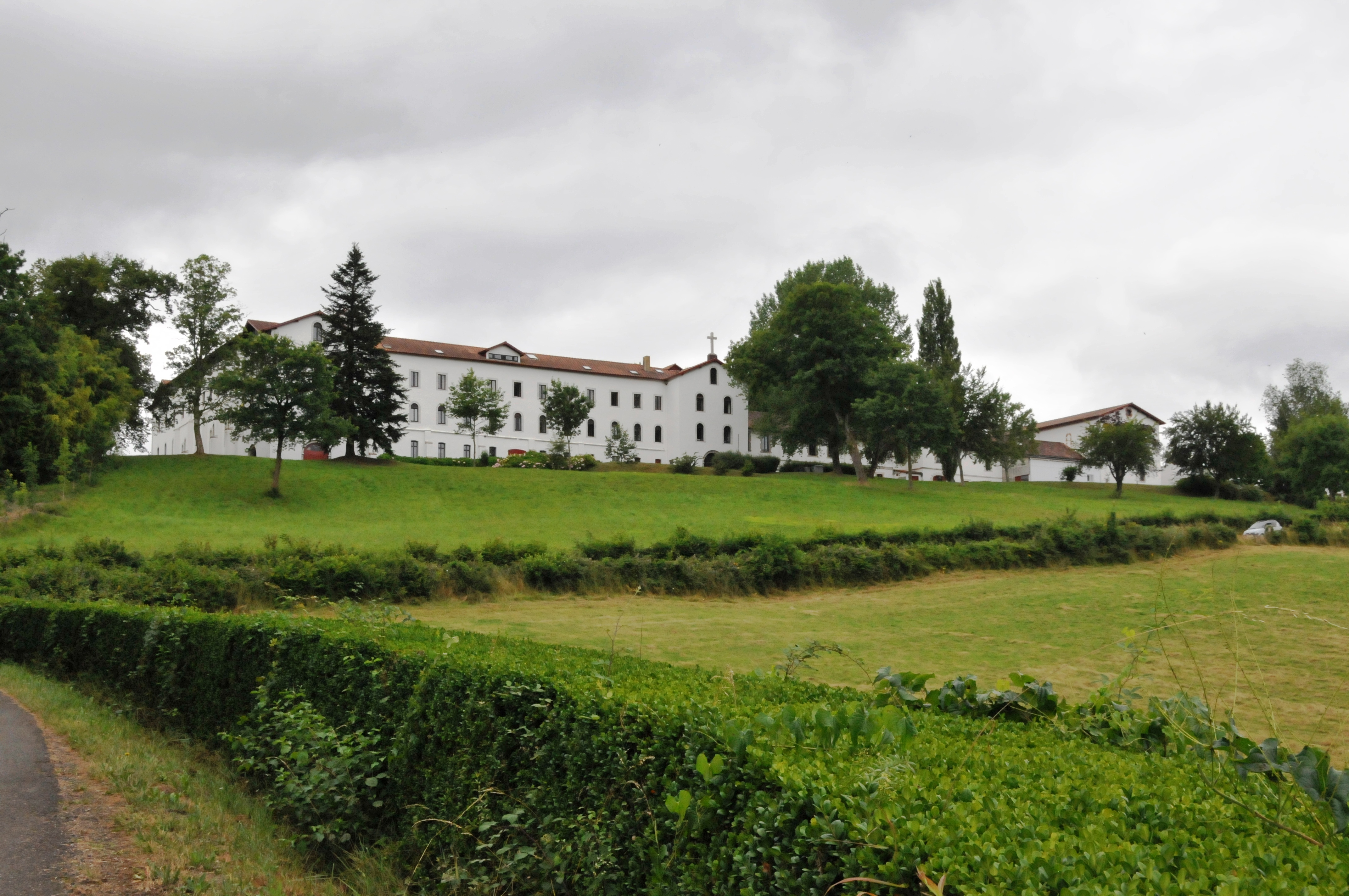
L'abbaye Notre-Dame de Belloc, sur un relief au sud de la commune.

La chapelle de l'Immaculée-Conception, construite en 1863 sur l'île de Bérens abrite un maître-autel et un ensemble de sept verrières.
L'église de l'Assomption-de-la-Bienheureuse-Vierge-Marie, située au Bourg et construite en 1675 contient un ex-voto (maquette de bateau) et un tableau de René-Marie Castaing représentant saint Benoît.
La commune abrite deux communautés religieuses bénédictines, toutes deux situées au sud de la commune, au quartier de la Côte qui était relativement isolé au moment de leur fondation. Il s'agit, d'une part, du monastère Sainte-Scholastique (bénédictines), construit en 1939 incluant une église qui recèle un chœur décoré, un tabernacle en mosaïque, un maître-autel et un ensemble de deux autels et, d'autre part, de l'abbaye Notre-Dame de Belloc, qui accueille des bénédictins et fut construite en 1875.

#### Patrimoine civil
Plusieurs édifices civils urtois font l'objet d'une notice dans l'inventaire du patrimoine culturel français (base Mérimée) : une maison de maître au lieu-dit Etche Zahar, une ferme du XVIIe siècle à Guilhem, une autre du XIXe à Jouanichon, ainsi qu'une maison de maître sur l'île de Bérens.

#### Patrimoine environnemental
Une race de bovins, la blonde d'Urt (bêtes à poil roux, de taille moyenne et fortement charpentées), très bien adaptée aux travaux de charrois et de labours en terrain accidenté, existait encore au début du XXe siècle, constituant avec la béarnaise et la lourdaise la blonde des Pyrénées, localisée en montagne au sud du bassin aquitain, et spécialisée dans la production de lait pour l'élaboration de fromages.
Quatre zones Natura 2000 se situent partiellement sur le territoire de la commune : « la Joyeuse (cours d'eau) » (ou Aran), couvrant la rivière, ses bords au niveau de la forêt d'Urt et ses affluents, au sud et à l'est de la commune ; « l'Ardanavy (cours d'eau) », au nord-ouest ; « l'Adour », au nord et les « Barthes de l'Adour », au nord.
De plus, quatre zones naturelles d'intérêt écologique, faunistique et floristique (ZNIEFF) sont situées partiellement ou entièrement sur le territoire de la commune : la « Barthe d'Urt » ; « les Barthes de l'Adour : Barthe d'Urcuit » ; la « Vallée de la Joyeuse » (ou Aran) et la « Vallée de l'Ardanavy ».

### Patrimoine culturel et linguistique

#### Roland Barthes
Roland Barthes évoqua le village dans ses manuscrits de Roland Barthes par Roland Barthes :

« Le délice de ces matinées à U. : le soleil, la maison, les roses, le silence, la musique, le café, le travail, la quiétude insexuelle, la vacance des agressions… »

— Roland Barthes.
Il acheta en 1961 la maison Carboué et repose dans le cimetière d'Urt.
L'un des séjours estivaux de Roland Barthes à Urt fait l'objet du roman Roland Barthes, un été (Urt 1978) de Jean Esponde.
L'écrivain est enterré dans le cimetière communal, près de sa mère.

#### Urt, basque ou gascon?

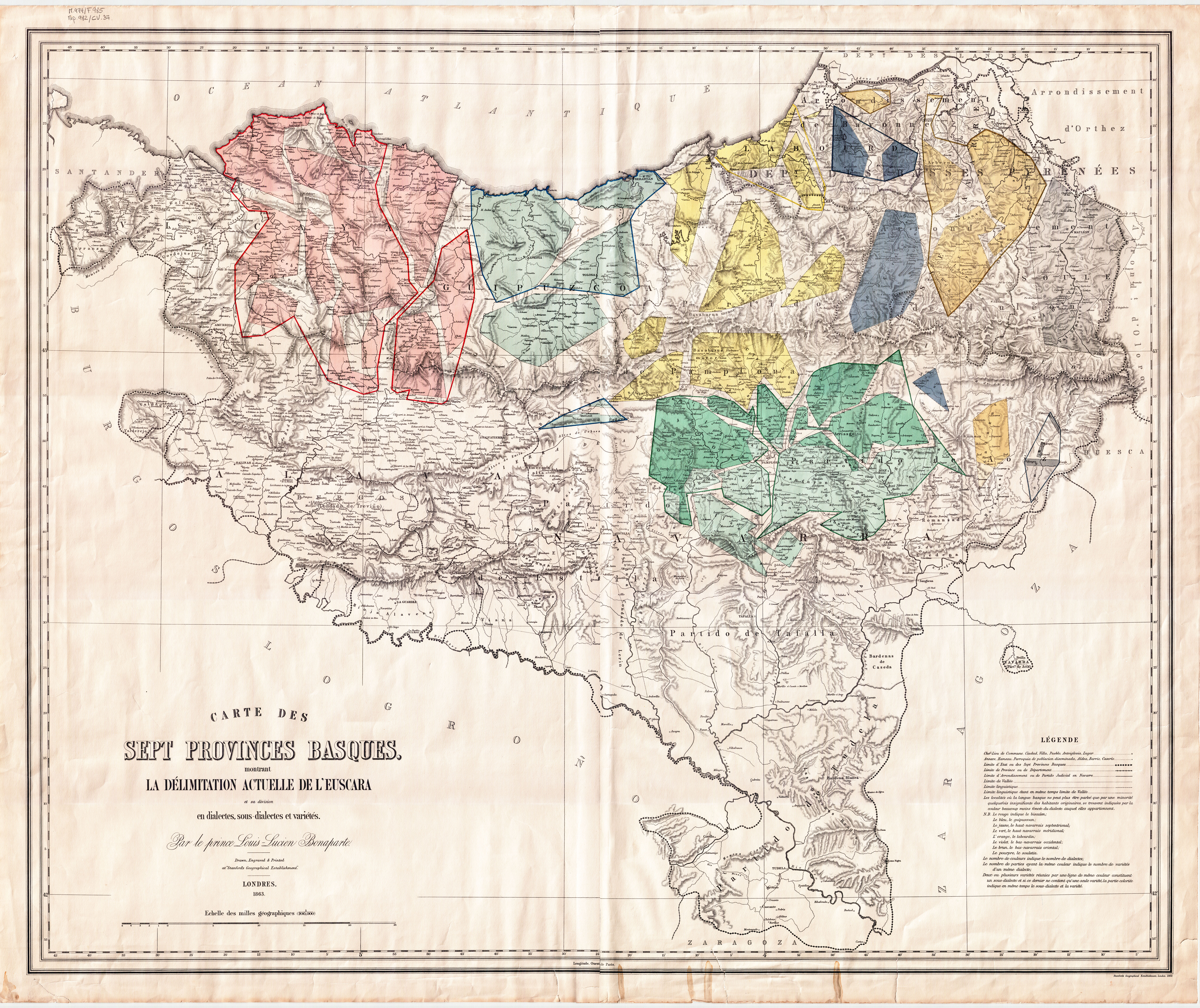
Carte des sept provinces basques (1), 1863

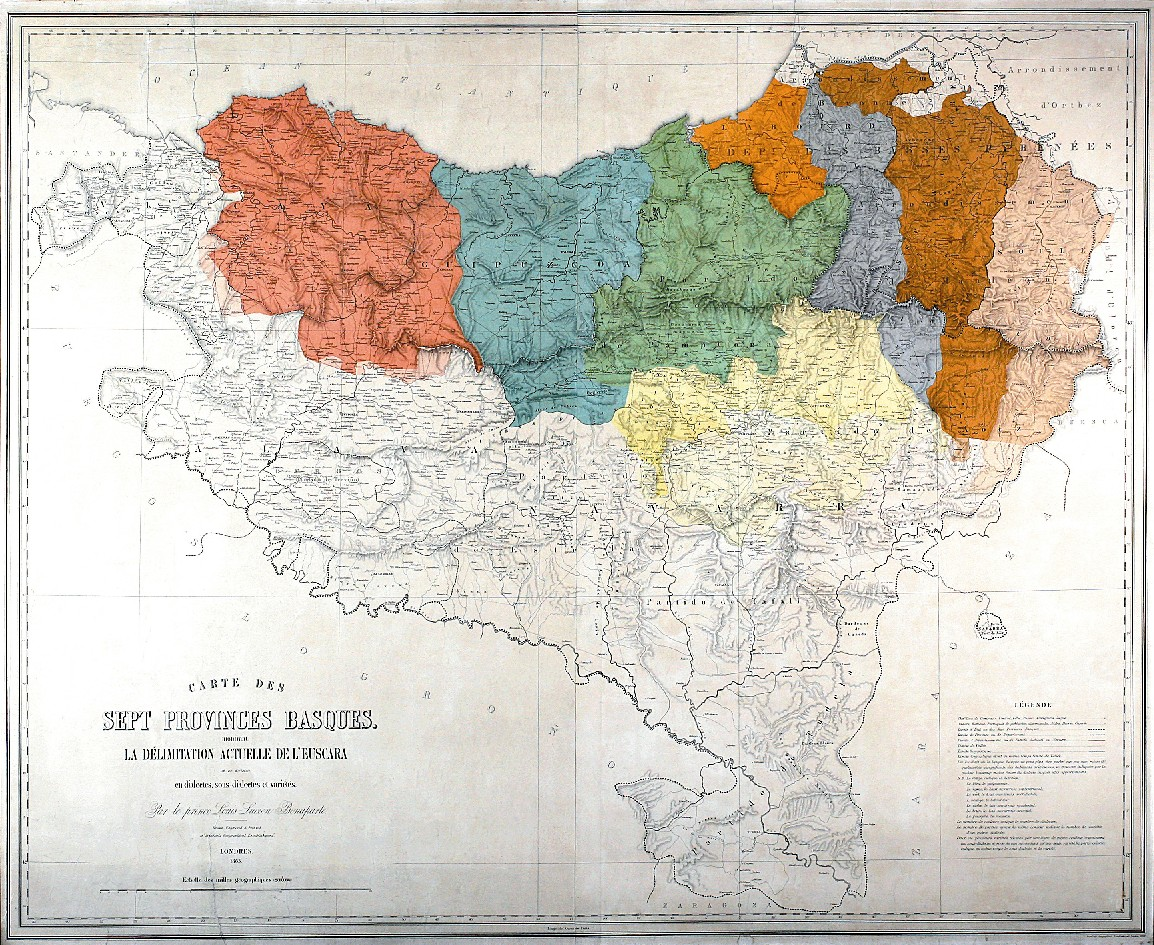
Carte des sept provinces basques (2), 1863

Les deux versions de la Carte des sept provinces basques montrant la délimitation actuelle de l'euscara en dialectes, sous-dialectes et variétés dressée en 1863 par le prince Louis-Lucien Bonaparte placent Urt en dehors de l'aire bascophone.
Le Recueil de linguistique et de toponymie des Pyrénées réalisé en 1887 par Julien Sacaze  nous livre pour Urt une version en gascon, composée d'une traduction de deux textes mythologiques, ainsi que d'une liste des micro-toponymes de la commune.
Le Recueil des idiomes de la région gasconne réalisé en 1894 par le linguiste Édouard Bourciez nous livre pour Urt une version de la parabole de l'enfant prodigue traduite en gascon.
Selon V. Dubarat (en 1929), « Urt fait partie d'un îlot gascon avec Guiche, Came et Sames, lequel a pénétré en Pays basque et s'y est implanté de bonne heure ».
La carte du Pays Basque français dressée en 1943 par Maurice Haulon laisse apparaître la "démarcation actuelle entre la langue basque et les dialectes romans", incluant la commune d'Urt dans l'aire gasconophone.
Dans son livre Les Basques édité en 1955, le bascologue Philippe Veyrin analyse plusieurs aspects de l'histoire et des traditions du Pays basque. Il présente également la limite entre langue basque et dialecte gascon, faisant état de chacune des ultimes communes bascophones. Il ajoute : " Toutes ces localités sont entièrement basques de langue, sauf Urt et Bardos à une extrémité, Montory à l’autre, devenues plus qu’à demi gasconnes ou béarnaises. "
D'après la Morfología del verbo auxiliar vasco [Morphologie du verbe auxiliaire basque], Urt n'est pas située dans l'aire bascophone.
Selon Jacques Allières qui dresse en 1977 la frontière linguistique de la langue basque, la frontière linguistique entre basque et gascon passerait entre Briscous et l'Adour, au sud-ouest d'Urt, gasconne.
Philippe Lartigue considère qu'Urt fait partie d'une zone linguistique gasconne.
Des noms gascons témoignent de cette appartenance : Etchepette, le Campas, le Tuc du Bouc… À Urt, sur les 111 toponymes relevés par l'Insee, plus d'une centaine seraient gascons.
Cependant, la culture basque est bien présente à Urt et la commune participait au Biltzar du Labourd au XVIIIe siècle. Urt fait donc partie d'une zone frontière, avec une culture sharnèga, comme en témoigne le nom du Tuc de Biscarrague, qui vient à la fois du gascon et du basque.

### Héraldique
Urt ne possédait pas d'armoiries jusqu'en 1984, date à laquelle le blason suivant fut adopté par le conseil municipal :
| Blason | Blasonnement : D'azur, à un pont droit alésé de trois arches de gueules * maçonné de sable, accompagné en pointe de deux saumons nageant l'un sur l'autre, celui de la pointe contourné, et en chef d'une étoile, tous d'argent. Commentaires : * Il y a là non-respect de la règle de contrariété des couleurs : ces armes sont fautives (gueules sur azur). |

Les éléments du blason peuvent être analysés ainsi :
- le fond bleu représente l'eau, très présente à Urt, village au confluent de l'Aran et de l'Adour ;
- les poissons (deux saumons) font référence au village de pêcheurs qui se trouvait à l'emplacement actuel d'Urt aux alentours du XIe siècle : la pêche fut une grande activité durant toute l'histoire d'Urt ;
- le pont est un symbole de communication : il permet de relier les différentes rives du fleuve. Bien que la construction du pont ne date que de la fin du XIXe siècle, Urt fut de toujours un lieu de passage grâce aux commerces et différents pèlerinages comme celui de Saint-Jacques-de-Compostelle. Un bac se situait d'ailleurs à l'emplacement du pont avant sa construction, l'emplacement favorable d'Urt dans un coude étroit de l'Adour favorisant le passage du fleuve ;
- l'étoile a ici une connotation religieuse, elle exprime la protection d'Urt par la Vierge. En effet, l'église d'Urt est dédiée à Notre-Dame de l'Assomption.

### Ouvrages
- Collectif, Urt, Ekaina, 1997,  (ISBN 2950727050)

1. ↑  Marianne Joly, section Urt, village perché de rivière, p. 52.
2. ↑  Éric Dupré-Moretti, section Esquisse géologique du bassin de l'Adour à Urt, p. 20 et 21.
3. 1 2  Gilbert Desport, section Les moulins d'Urt, p. 160 et 161.
4. ↑  Jacques Bruyères, section Le chemin de fer à Urt, p. 225.
5. 1 2  op. cit., p. 228.
6. ↑  Georges Pialloux, section La vie municipale, p. 89.
7. 1 2 3  Jacques Bruyères, section Le chemin de fer à Urt, p. 231.
8. 1 2 3 4 5 6  Marianne Joly, section Urt, village perché de rivière, p. 33.
9. 1 2  op. cit., p. 34.
10. ↑  Georges Pialloux, section Du côté de l'église, p. 194.
11. ↑  Marianne Joly, section Urt, village perché de rivière, p. 35.
12. ↑  op. cit., p. 36.
13. ↑  op. cit., p. 37 à 39.
14. ↑  op. cit., p. 40.
15. ↑  op. cit., p. 43.
16. 1 2 3 4 5  Georges Pialloux, section La vie municipale, p. 62-63.
17. 1 2  op. cit., p. 67.
18. 1 2  op. cit., p. 68.
19. ↑  op. cit., p. 68 et 69.
20. ↑  Marianne Joly, section Urt, village perché de rivière, p. 45.
21. 1 2 3  Georges Pialloux, section La vie municipale, p. 71.
22. 1 2 3 4  op.cit., p. 91 et 92.
23. ↑  op. cit., p. 99.
24. ↑  op. cit., p. 102-103.
25. 1 2  op. cit., p. 108-109.
26. ↑  Pierrette Bruyères, section L'enseignement de la fin du XVIIIe siècle à nos jours, p. 120 et 121.
27. 1 2  op. cit., p. 122.
28. 1 2  op. cit., p. 123.
29. ↑  op. cit., p. 124.
30. ↑  op. cit., p. 129.
31. ↑  op. cit., p. 130-131.
32. ↑  op. cit., p. 135.
33. ↑  Marianne Joly, section Urt, village perché de rivière, p. 57.
34. 1 2  Gilbert Desport, section Les armoiries d'Urt, p. 15 à 19.